# Liga Światowa w Piłce Siatkowej 2011 (grupa A)
W fazie interkontynentalnej Ligi Światowej siatkarzy występowało 16 reprezentacji. W grupie A znalazły się: Brazylia, Stany Zjednoczone, Polska i Portoryko.
Mecze w grupie A rozegrane zostały pomiędzy 27 maja a 2 lipca. Do Final Eight awansowały Brazylia i Stany Zjednoczone oraz Polska jako gospodarz, do eliminacji do Ligi Światowej 2012 trafiło natomiast Portoryko, które zajęło 4. miejsce w grupie i 16. miejsce w klasyfikacji końcowej Ligi Światowej.

## Tabela
| Lp. | Drużyna           | Pkt | Mecze | Mecze   | Mecze   | Sety | Sety | Sety  | Małe punkty | Małe punkty | Małe punkty |
| Lp. | Drużyna           | Pkt | M     | W (3:2) | P (2:3) | wyg. | prz. | ratio | zdob.       | str.        | ratio       |
| --- | ----------------- | --- | ----- | ------- | ------- | ---- | ---- | ----- | ----------- | ----------- | ----------- |
| 1   | Brazylia          | 30  | 12    | 10 (0)  | 2 (0)   | 32   | 10   | 3.200 | 1026        | 890         | 1.153       |
| 2   | Stany Zjednoczone | 23  | 12    | 8 (1)   | 4 (0)   | 26   | 19   | 1.368 | 1050        | 1006        | 1.044       |
| 3   | Polska            | 18  | 12    | 6 (0)   | 6 (0)   | 21   | 19   | 1.105 | 945         | 914         | 1.034       |
| 4   | Portoryko         | 1   | 12    | 0 (0)   | 12 (1)  | 5    | 36   | 0.139 | 813         | 1024        | 0.794       |

Źródło: FIVB
Punktacja: 3:0 i 3:1 – 3 pkt; 3:2 – 2 pkt; 2:3 – 1 pkt; 1:3 i 0:3 – 0 pkt
Zasady ustalania kolejności: 1. liczba punktów; 2. liczba zwycięstw; 3. stosunek setów; 4. stosunek małych punktów; 5. bilans w bezpośrednich meczach
     awans do Final Eight
     eliminacje do Ligi Światowej 2012

## Mecze
Godzina rozpoczęcia meczu jest podana w czasie lokalnym.

1. kolejka
| 27 maja 2011 | Polska               | 3:0 (25:20, 25:22, 25:19) | Stany Zjednoczone     | Atlas Arena, Łódź                                          |  |
| 20:40        | Bartosz Kurek 23 pkt | raport                    | William Priddy 16 pkt | Widzów: 8100 Sędziowie: Ibrahim al-Naama i Avelino Azevedo |  |

| 28 maja 2011 | Polska                  | 0:3 (22:25, 19:25, 35:37) | Stany Zjednoczone     | Atlas Arena, Łódź                                          |  |
| 17:10        | Zbigniew Bartman 21 pkt | raport                    | William Priddy 17 pkt | Widzów: 9178 Sędziowie: Avelino Azevedo i Ibrahim al-Naama |  |

| 27 maja 2011 | Portoryko          | 0:3 (15:25, 19:25, 16:25) | Brazylia                              | Roberto Clemente Coliseum, San Juan                    |  |
| 20:31        | Héctor Soto 11 pkt | raport                    | Gilberto de Godoy Filho (Giba) 13 pkt | Widzów: 2800 Sędziowie: Mitch Davidson i Silvian Lungu |  |

| 28 maja 2011 | Portoryko          | 0:3 (19:25, 29:31, 23:25) | Brazylia                | Roberto Clemente Coliseum, San Juan                    |  |
| 20:40        | Héctor Soto 18 pkt | raport                    | João Paulo Bravo 15 pkt | Widzów: 6436 Sędziowie: Silvian Lungu i Mitch Davidson |  |

2. kolejka
| 3 czerwca 2011 | Portoryko          | 1:3 (26:24, 27:29, 17:25, 17:25) | Stany Zjednoczone      | Roberto Clemente Coliseum, San Juan                    |  |
| 20:37          | Héctor Soto 16 pkt | raport                           | Clayton Stanley 20 pkt | Widzów: 4132 Sędziowie: Dejan Jovanović i Bohdan Ilkiw |  |

| 4 czerwca 2011 | Portoryko          | 1:3 (23:25, 24:25, 25:22, 12:25) | Stany Zjednoczone       | Roberto Clemente Coliseum, San Juan                    |  |
| 20:40          | Héctor Soto 24 pkt | raport                           | Matthew Anderson 23 pkt | Widzów: 4512 Sędziowie: Bohdan Ilkiw i Dejan Jovanović |  |

| 4 czerwca 2011 | Brazylia                     | 3:0 (25:23, 26:24, 25:20) | Polska               | Ginásio do Maracanãzinho, Rio de Janeiro                         |  |
| 10:10          | Leandro Visotto Neves 18 pkt | raport                    | Bartosz Kurek 16 pkt | Widzów: 9524 Sędziowie: Philippe Vereecke i Denny Céspedes Lassi |  |

| 5 czerwca 2011 | Brazylia             | 3:1 (28:26, 23:25, 26:24, 25:23) | Polska               | Ginásio do Maracanãzinho, Rio de Janeiro                         |  |
| 10:10          | Murilo Endres 17 pkt | raport                           | Bartosz Kurek 28 pkt | Widzów: 9988 Sędziowie: Denny Céspedes Lassi i Philippe Vereecke |  |

3. kolejka
| 10 czerwca 2011 | Portoryko          | 0:3 (21:25, 23:25, 14:25) | Polska                  | Roberto Clemente Coliseum, San Juan                       |  |
| 20:40           | José Rivera 11 pkt | raport                    | Zbigniew Bartman 15 pkt | Widzów: 4132 Sędziowie: Shigeru Koshiba i Ralph Barnstorf |  |

| 11 czerwca 2011 | Portoryko          | 0:3 (22:25, 15:25, 21:25) | Polska               | Roberto Clemente Coliseum, San Juan                       |  |
| 20:40           | Héctor Soto 13 pkt | raport                    | Bartosz Kurek 13 pkt | Widzów: 3728 Sędziowie: Ralph Barnstorf i Shigeru Koshiba |  |

| 11 czerwca 2011 | Brazylia                      | 3:1 (19:25, 25:21, 25:19, 25:21) | Stany Zjednoczone                            | Mineirinho, Belo Horizonte                                |  |
| 10:00           | Leandro Vissotto Neves 14 pkt | raport                           | William Priddy 13 pkt Clayton Stanley 13 pkt | Widzów: 14800 Sędziowie: Simone Santi i Peter Groenevegen |  |

| 12 czerwca 2011 | Brazylia             | 1:3 (21:25, 22:25, 25:16, 24:26) | Stany Zjednoczone       | Mineirinho, Belo Horizonte                                |  |
| 9:50            | Murilo Endres 20 pkt | raport                           | Matthew Anderson 21 pkt | Widzów: 17836 Sędziowie: Peter Groenevegen i Simone Santi |  |

4. kolejka
| 17 czerwca 2011 | Brazylia                                   | 3:0 (25:20, 25:10, 25:23) | Portoryko         | Ginásio Estadual Geraldo José de Almeida, São Paulo |  |
| 10:00           | Murilo Endres 12 pkt Lucas Saatkamp 12 pkt | raport                    | José Rivera 9 pkt | Widzów: 10875 Sędziowie: Dragutin Ćuk i Peter Bajci |  |

| 18 czerwca 2011 | Brazylia                              | 3:0 (25:10, 25:20, 25:20) | Portoryko                               | Ginásio Estadual Geraldo José de Almeida, São Paulo |  |
| 10:00           | Gilberto de Godoy Filho (Giba) 11 pkt | raport                    | Juan Figueroa 7 pkt Roberto Muñiz 7 pkt | Widzów: 10915 Sędziowie: Peter Bajci i Dragutin Ćuk |  |

| 18 czerwca 2011 | Stany Zjednoczone     | 0:3 (22:25, 19:25, 20:25) | Polska                  | Sears Centre Arena, Hoffman Estates                                    |  |
| 19:00           | William Priddy 13 pkt | raport                    | Zbigniew Bartman 16 pkt | Widzów: 4700 Sędziowie: Rolando Hugo Cholakian i Dorin Mirel Zaharescu |  |

| 19 czerwca 2011 | Stany Zjednoczone       | 3:1 (25:21, 15:25, 25:18, 25:22) | Polska                  | Sears Centre Arena, Hoffman Estates                                    |  |
| 19:00           | Matthew Anderson 20 pkt | raport                           | Zbigniew Bartman 19 pkt | Widzów: 6000 Sędziowie: Dorin Mirel Zaharescu i Rolando Hugo Cholakian |  |

5. kolejka
| 24 czerwca 2011 | Polska               | 3:1 (24:26, 28:26, 25:22, 25:17) | Portoryko          | Orlen Arena, Płock                                            |  |
| 20:40           | Bartosz Kurek 30 pkt | raport                           | Héctor Soto 28 pkt | Widzów: 5500 Sędziowie: Zorica Bjelić i Patrick Deregnaucourt |  |

| 25 czerwca 2011 | Polska               | 3:0 (25:19, 25:22, 25:20) | Portoryko          | Orlen Arena, Płock                                            |  |
| 17:10           | Bartosz Kurek 14 pkt | raport                    | Héctor Soto 17 pkt | Widzów: 4711 Sędziowie: Patrick Deregnaucourt i Zorica Bjelic |  |

| 24 czerwca 2011 | Stany Zjednoczone     | 1:3 (21:25, 20:25, 25:21, 19:25) | Brazylia                        | Reynolds Center, Tulsa                                  |  |
| 19:10           | William Priddy 15 pkt | raport                           | Théo Fabrício Nery Lopes 24 pkt | Widzów: 4000 Sędziowie: Juraj Mokrý i Fabrizio Pasquali |  |

| 25 czerwca 2011 | Stany Zjednoczone     | 3:1 (25:20, 25:23, 22:25, 25:23) | Brazylia             | Reynolds Center, Tulsa                                  |  |
| 19:10           | William Priddy 17 pkt | raport                           | Murilo Endres 17 pkt | Widzów: 3500 Sędziowie: Fabrizio Pasquali i Juraj Mokrý |  |

6. kolejka
| 29 czerwca 2011 | Polska               | 1:3 (23:25, 25:18, 16:25, 24:26) | Brazylia                        | Spodek, Katowice                                                 |  |
| 20:40           | Bartosz Kurek 13 pkt | raport                           | Théo Fabrício Nery Lopes 20 pkt | Widzów: 11000 Sędziowie: Andriej Zenowicz i Georgios Karampetsos |  |

| 30 czerwca 2011 | Polska                  | 0:3 (17:25, 14:25, 21:25) | Brazylia                        | Spodek, Katowice                                                 |  |
| 20:40           | Zbigniew Bartman 14 pkt | raport                    | Théo Fabrício Nery Lopes 11 pkt | Widzów: 11000 Sędziowie: Georgios Karampetsos i Andriej Zenowicz |  |

| 1 lipca 2011 | Stany Zjednoczone     | 3:2 (25:27, 25:22, 25:12, 25:27, 15:8) | Portoryko            | Walter Pyramid, Long Beach                                     |  |
| 19:10        | William Priddy 21 pkt | raport                                 | Juan Figueroa 18 pkt | Widzów: 3000 Sędziowie: Ahti Huhtaniska i Denny Céspedes Lassi |  |

| 2 lipca 2011 | Stany Zjednoczone     | 3:0 (25:13, 25:22, 25:19) | Portoryko                | Walter Pyramid, Long Beach                                     |  |
| 19:10        | William Priddy 15 pkt | raport                    | Jean Carlos Ortiz 12 pkt | Widzów: 3100 Sędziowie: Denny Céspedes Lassi i Ahti Huhtaniska |  |

## Spotkania 1. kolejki

### Polska – Stany Zjednoczone (1. mecz)
Piątek, 27 maja 2011 – 20:40 (UTC+2) • Atlas Arena, Łódź
Widzów: 8 100
Czas trwania meczu: 101 minut
Sędziowie: Ibrahim al-Naama (Katar) i Avelino Azevedo (Portugalia)
| Polska               | 3:0                                         | Stany Zjednoczone     |
| Bartosz Kurek 23 pkt | (25:20, 25:22, 25:19) raport P-2 raport P-3 | William Priddy 16 pkt |

| Poz.            | Nr | Zawodnik           | 1           | 2           | 3           | 4 | 5 | Pkt |
| --------------- | -- | ------------------ | ----------- | ----------- | ----------- | - | - | --- |
| Ś               | 1  | Piotr Nowakowski   | 1 wskładzie | 1 wskładzie | 1 wskładzie |   |   | 8   |
| Ś               | 4  | Grzegorz Kosok     | 1 wskładzie | 1 wskładzie | 1 wskładzie |   |   | 6   |
| P               | 6  | Bartosz Kurek      | 1 wskładzie | 1 wskładzie | 1 wskładzie |   |   | 23  |
| A               | 9  | Zbigniew Bartman   | 1 wskładzie | 1 wskładzie | 1 wskładzie |   |   | 15  |
| P               | 14 | Michał Ruciak      | 1 wskładzie | 1 wskładzie | 1 wskładzie |   |   | 7   |
| R               | 15 | Łukasz Żygadło     | 1 wskładzie | 1 wskładzie | 1 wskładzie |   |   |     |
| L               | 16 | Krzysztof Ignaczak | L           | L           | L           |   |   |     |
| Zmiany          |    |                    |             |             |             |   |   |     |
| R               | 12 | Paweł Woicki       |             | 2 zmiana    | 2 zmiana    |   |   |     |
| Ś               | 18 | Marcin Możdżonek   | 2 zmiana    |             | 2 zmiana    |   |   |     |
| Trener          |    |                    |             |             |             |   |   |     |
| Andrea Anastasi |    |                    |             |             |             |   |   |     |

| Poz.       | Nr | Zawodnik          | 1           | 2           | 3           | 4 | 5 | Pkt |
| ---------- | -- | ----------------- | ----------- | ----------- | ----------- | - | - | --- |
| P          | 1  | Matthew Anderson  | 1 wskładzie | 1 wskładzie |             |   |   | 5   |
| Ś          | 4  | David Lee         | 1 wskładzie | 1 wskładzie | 1 wskładzie |   |   | 4   |
| R          | 7  | Donald Suxho      | 1 wskładzie | 1 wskładzie | 1 wskładzie |   |   | 1   |
| P          | 8  | William Priddy    | 1 wskładzie | 1 wskładzie | 1 wskładzie |   |   | 16  |
| Ś          | 9  | Ryan Millar       | 1 wskładzie | 1 wskładzie | 1 wskładzie |   |   | 2   |
| A          | 13 | Clayton Stanley   | 1 wskładzie | 1 wskładzie | 1 wskładzie |   |   | 10  |
| L          | 5  | Richard Lambourne | L           | L           | L           |   |   |     |
| Zmiany     |    |                   |             |             |             |   |   |     |
| P          | 6  | Paul Lotman       | 2 zmiana    |             | 1 wskładzie |   |   | 4   |
| R          | 10 | Brian Thornton    |             |             | 2 zmiana    |   |   |     |
| Ś          | 12 | Russell Holmes    |             |             | 2 zmiana    |   |   |     |
| A          | 15 | Gabriel Gardner   |             | 2 zmiana    |             |   |   |     |
| Trener     |    |                   |             |             |             |   |   |     |
| Alan Knipe |    |                   |             |             |             |   |   |     |

Statystyki meczowe
| Polska | STATYSTYKI        | Stany Zjednoczone |
| 75     | MAŁE PUNKTY       | 61                |
| 47     | ATAK              | 33                |
| 11     | BLOK              | 6                 |
| 1      | SERWIS            | 3                 |
| 16     | BŁĘDY PRZECIWNIKA | 19                |

### Polska – Stany Zjednoczone (2. mecz)
Sobota, 28 maja 2011 – 17:10 (UTC+2) • Atlas Arena, Łódź
Widzów: 9 178
Czas trwania meczu: 110 minut
Sędziowie: Avelino Azevedo (Portugalia) i Ibrahim al-Naama (Katar)
| Polska                  | 0:3                                         | Stany Zjednoczone     |
| Zbigniew Bartman 21 pkt | (22:25, 19:25, 35:37) raport P-2 raport P-3 | William Priddy 17 pkt |

| Poz.            | Nr | Zawodnik           | 1           | 2           | 3           | 4 | 5 | Pkt |
| --------------- | -- | ------------------ | ----------- | ----------- | ----------- | - | - | --- |
| Ś               | 1  | Piotr Nowakowski   | 1 wskładzie | 1 wskładzie |             |   |   | 1   |
| Ś               | 4  | Grzegorz Kosok     | 1 wskładzie | 1 wskładzie | 1 wskładzie |   |   | 6   |
| P               | 6  | Bartosz Kurek      | 1 wskładzie | 1 wskładzie | 1 wskładzie |   |   | 11  |
| A               | 9  | Zbigniew Bartman   | 1 wskładzie | 1 wskładzie | 1 wskładzie |   |   | 21  |
| P               | 14 | Michał Ruciak      | 1 wskładzie | 1 wskładzie | 1 wskładzie |   |   | 9   |
| R               | 15 | Łukasz Żygadło     | 1 wskładzie | 1 wskładzie | 1 wskładzie |   |   |     |
| L               | 16 | Krzysztof Ignaczak | L           | L           | L           |   |   |     |
| Zmiany          |    |                    |             |             |             |   |   |     |
| A               | 7  | Jakub Jarosz       |             |             | 2 zmiana    |   |   |     |
| R               | 12 | Paweł Woicki       |             |             | 2 zmiana    |   |   | 1   |
| P               | 17 | Michał Bąkiewicz   |             |             | 2 zmiana    |   |   | 1   |
| Ś               | 18 | Marcin Możdżonek   | 2 zmiana    | 2 zmiana    | 1 wskładzie |   |   | 1   |
| Trener          |    |                    |             |             |             |   |   |     |
| Andrea Anastasi |    |                    |             |             |             |   |   |     |

| Poz.       | Nr | Zawodnik          | 1           | 2           | 3           | 4 | 5 | Pkt |
| ---------- | -- | ----------------- | ----------- | ----------- | ----------- | - | - | --- |
| P          | 1  | Matthew Anderson  | 1 wskładzie | 1 wskładzie | 1 wskładzie |   |   | 16  |
| Ś          | 4  | David Lee         | 1 wskładzie | 1 wskładzie | 1 wskładzie |   |   | 11  |
| R          | 7  | Donald Suxho      | 1 wskładzie | 1 wskładzie | 1 wskładzie |   |   | 1   |
| P          | 8  | William Priddy    | 1 wskładzie | 1 wskładzie | 1 wskładzie |   |   | 17  |
| Ś          | 9  | Ryan Millar       | 1 wskładzie | 1 wskładzie | 1 wskładzie |   |   | 11  |
| A          | 13 | Clayton Stanley   | 1 wskładzie | 1 wskładzie | 1 wskładzie |   |   | 9   |
| L          | 5  | Richard Lambourne | L           | L           | L           |   |   |     |
| Zmiany     |    |                   |             |             |             |   |   |     |
| P          | 6  | Paul Lotman       | 2 zmiana    | 2 zmiana    | 2 zmiana    |   |   |     |
| A          | 15 | Gabriel Gardner   |             | 2 zmiana    | 2 zmiana    |   |   |     |
| Trener     |    |                   |             |             |             |   |   |     |
| Alan Knipe |    |                   |             |             |             |   |   |     |

Statystyki meczowe
| Polska | STATYSTYKI        | Stany Zjednoczone |
| 76     | MAŁE PUNKTY       | 87                |
| 42     | ATAK              | 42                |
| 6      | BLOK              | 15                |
| 3      | SERWIS            | 8                 |
| 25     | BŁĘDY PRZECIWNIKA | 22                |

### Portoryko – Brazylia (1. mecz)
Piątek, 27 maja 2011 – 20:31 (UTC-4) • Roberto Clemente Coliseum, San Juan
Widzów: 2 800
Czas trwania meczu: 79 minut
Sędziowie: Mitch Davidson (Kanada) i Silvian Lungu (Rumunia)
| Portoryko          | 0:3                                         | Brazylia    |
| Héctor Soto 11 pkt | (15:25, 19:25, 16:25) raport P-2 raport P-3 | Giba 13 pkt |

| Poz.           | Nr | Zawodnik          | 1           | 2           | 3           | 4 | 5 | Pkt |
| -------------- | -- | ----------------- | ----------- | ----------- | ----------- | - | - | --- |
| P              | 1  | José Rivera       | 1 wskładzie | 1 wskładzie | 1 wskładzie |   |   | 9   |
| P              | 4  | Víctor Rivera     | 1 wskładzie | 1 wskładzie | 1 wskładzie |   |   | 10  |
| Ś              | 5  | Roberto Muñiz     | 1 wskładzie | 1 wskładzie | 1 wskładzie |   |   | 7   |
| R              | 6  | Ángel Pérez       | 1 wskładzie | 1 wskładzie | 1 wskładzie |   |   | 1   |
| Ś              | 7  | Enrique Escalante | 1 wskładzie | 1 wskładzie | 1 wskładzie |   |   | 5   |
| A              | 12 | Héctor Soto       | 1 wskładzie | 1 wskładzie | 1 wskładzie |   |   | 11  |
| L              | 2  | Gregory Berríos   | L           | L           | L           |   |   |     |
| Trener         |    |                   |             |             |             |   |   |     |
| Carlos Cardona |    |                   |             |             |             |   |   |     |

| Poz.             | Nr | Zawodnik            | 1           | 2           | 3           | 4 | 5 | Pkt |
| ---------------- | -- | ------------------- | ----------- | ----------- | ----------- | - | - | --- |
| R                | 1  | Bruno Rezende       | 1 wskładzie | 1 wskładzie | 1 wskładzie |   |   | 3   |
| A                | 6  | Leandro Vissotto    | 1 wskładzie | 1 wskładzie | 1 wskładzie |   |   | 12  |
| P                | 7  | Giba                | 1 wskładzie | 1 wskładzie | 1 wskładzie |   |   | 13  |
| Ś                | 14 | Rodrigão            | 1 wskładzie | 1 wskładzie | 1 wskładzie |   |   | 7   |
| P                | 15 | João Paulo Bravo    | 1 wskładzie | 1 wskładzie | 1 wskładzie |   |   | 10  |
| Ś                | 16 | Lucas Saatkamp      | 1 wskładzie | 1 wskładzie | 1 wskładzie |   |   | 7   |
| L                | 10 | Sérgio Dutra Santos | L           | L           | L           |   |   |     |
| Zmiany           |    |                     |             |             |             |   |   |     |
| A                | 9  | Théo Lopes          |             |             | 2 zmiana    |   |   | 1   |
| R                | 17 | Marlon Muraguti     |             |             | 2 zmiana    |   |   |     |
| Trener           |    |                     |             |             |             |   |   |     |
| Bernardo Rezende |    |                     |             |             |             |   |   |     |

Statystyki meczowe
| Portoryko | STATYSTYKI        | Brazylia |
| 50        | MAŁE PUNKTY       | 75       |
| 32        | ATAK              | 44       |
| 8         | BLOK              | 9        |
| 3         | SERWIS            | 0        |
| 7         | BŁĘDY PRZECIWNIKA | 22       |

### Portoryko – Brazylia (2. mecz)
Sobota, 28 maja 2011 – 20:40 (UTC-4) • Roberto Clemente Coliseum, San Juan
Widzów: 6 436
Czas trwania meczu: 96 minut
Sędziowie: Silvian Lungu (Rumunia) i Mitch Davidson (Kanada)
| Portoryko          | 0:3                                         | Brazylia                |
| Héctor Soto 18 pkt | (19:25, 29:31, 23:25) raport P-2 raport P-3 | João Paulo Bravo 15 pkt |

| Poz.           | Nr | Zawodnik          | 1           | 2           | 3           | 4 | 5 | Pkt |
| -------------- | -- | ----------------- | ----------- | ----------- | ----------- | - | - | --- |
| P              | 1  | José Rivera       | 1 wskładzie | 1 wskładzie | 1 wskładzie |   |   | 11  |
| P              | 4  | Víctor Rivera     | 1 wskładzie | 1 wskładzie | 1 wskładzie |   |   | 6   |
| Ś              | 5  | Roberto Muñiz     | 1 wskładzie | 1 wskładzie | 1 wskładzie |   |   | 5   |
| R              | 6  | Ángel Pérez       | 1 wskładzie | 1 wskładzie | 1 wskładzie |   |   | 1   |
| Ś              | 7  | Enrique Escalante | 1 wskładzie | 1 wskładzie | 1 wskładzie |   |   | 8   |
| A              | 12 | Héctor Soto       | 1 wskładzie | 1 wskładzie | 1 wskładzie |   |   | 18  |
| L              | 19 | Joel Rivera       | L           | L           | L           |   |   |     |
| Zmiany         |    |                   |             |             |             |   |   |     |
| P              | 3  | Juan Figueroa     |             |             | 2 zmiana    |   |   |     |
| Ś              | 8  | Daniel Erazo      |             | 2 zmiana    |             |   |   |     |
| Trener         |    |                   |             |             |             |   |   |     |
| Carlos Cardona |    |                   |             |             |             |   |   |     |

| Poz.             | Nr | Zawodnik            | 1           | 2           | 3           | 4 | 5 | Pkt |
| ---------------- | -- | ------------------- | ----------- | ----------- | ----------- | - | - | --- |
| Ś                | 5  | Sidão               | 1 wskładzie | 1 wskładzie | 1 wskładzie |   |   | 11  |
| P                | 7  | Giba                | 1 wskładzie | 1 wskładzie | 1 wskładzie |   |   | 7   |
| A                | 9  | Théo Lopes          | 1 wskładzie | 1 wskładzie | 1 wskładzie |   |   | 11  |
| Ś                | 13 | Gustavo Endres      | 1 wskładzie | 1 wskładzie | 1 wskładzie |   |   | 7   |
| P                | 15 | João Paulo Bravo    | 1 wskładzie | 1 wskładzie | 1 wskładzie |   |   | 15  |
| R                | 17 | Marlon Muraguti     | 1 wskładzie | 1 wskładzie | 1 wskładzie |   |   | 1   |
| L                | 10 | Sérgio Dutra Santos | L           | L           | L           |   |   |     |
| Zmiany           |    |                     |             |             |             |   |   |     |
| R                | 1  | Bruno Rezende       | 2 zmiana    | 2 zmiana    | 2 zmiana    |   |   |     |
| A                | 6  | Leandro Vissotto    | 2 zmiana    | 2 zmiana    | 2 zmiana    |   |   | 1   |
| Ś                | 16 | Lucas Saatkamp      |             | 2 zmiana    | 2 zmiana    |   |   |     |
| Trener           |    |                     |             |             |             |   |   |     |
| Bernardo Rezende |    |                     |             |             |             |   |   |     |

Statystyki meczowe
| Portoryko | STATYSTYKI        | Brazylia |
| 71        | MAŁE PUNKTY       | 81       |
| 43        | ATAK              | 42       |
| 4         | BLOK              | 8        |
| 2         | SERWIS            | 3        |
| 22        | BŁĘDY PRZECIWNIKA | 28       |

## Spotkania 2. kolejki

### Portoryko – Stany Zjednoczone (1. mecz)
Piątek, 3 czerwca 2011 – 20:37 (UTC-4) • Roberto Clemente Coliseum, San Juan
Widzów: 4 132
Czas trwania meczu: 117 minut
Sędziowie: Dejan Jovanović (Serbia) i Bohdan Ilkiw (Kanada)
| Portoryko          | 1:3                                                | Stany Zjednoczone      |
| Héctor Soto 16 pkt | (26:24, 27:29, 17:25, 17:25) raport P-2 raport P-3 | Clayton Stanley 20 pkt |

| Poz.           | Nr | Zawodnik          | 1           | 2           | 3           | 4           | 5 | Pkt |
| -------------- | -- | ----------------- | ----------- | ----------- | ----------- | ----------- | - | --- |
| P              | 1  | José Rivera       | 1 wskładzie | 1 wskładzie | 1 wskładzie | 1 wskładzie |   | 11  |
| P              | 4  | Víctor Rivera     | 1 wskładzie | 1 wskładzie | 1 wskładzie | 1 wskładzie |   | 11  |
| Ś              | 5  | Roberto Muñiz     | 1 wskładzie | 1 wskładzie | 1 wskładzie | 1 wskładzie |   | 8   |
| R              | 6  | Ángel Pérez       | 1 wskładzie | 1 wskładzie | 1 wskładzie | 1 wskładzie |   | 1   |
| Ś              | 7  | Enrique Escalante | 1 wskładzie | 1 wskładzie | 1 wskładzie | 1 wskładzie |   | 13  |
| A              | 12 | Héctor Soto       | 1 wskładzie | 1 wskładzie | 1 wskładzie | 1 wskładzie |   | 16  |
| L              | 19 | Joel Rivera       | L           | L           | L           | L           |   |     |
| Zmiany         |    |                   |             |             |             |             |   |     |
| P              | 3  | Juan Figueroa     |             |             | 2 zmiana    | 4 pusty     |   |     |
| R              | 14 | Fernando Morales  |             |             | 2 zmiana    | 4 pusty     |   |     |
| Trener         |    |                   |             |             |             |             |   |     |
| Carlos Cardona |    |                   |             |             |             |             |   |     |

| Poz.       | Nr | Zawodnik          | 1           | 2           | 3           | 4           | 5 | Pkt |
| ---------- | -- | ----------------- | ----------- | ----------- | ----------- | ----------- | - | --- |
| P          | 1  | Matthew Anderson  | 1 wskładzie | 1 wskładzie |             | 4 pusty     |   | 6   |
| Ś          | 4  | David Lee         | 1 wskładzie | 1 wskładzie | 1 wskładzie | 1 wskładzie |   | 7   |
| R          | 7  | Donald Suxho      | 1 wskładzie | 1 wskładzie |             | 4 pusty     |   |     |
| P          | 8  | William Priddy    | 1 wskładzie | 1 wskładzie | 1 wskładzie | 1 wskładzie |   | 19  |
| Ś          | 9  | Ryan Millar       | 1 wskładzie | 1 wskładzie | 1 wskładzie | 1 wskładzie |   | 7   |
| A          | 13 | Clayton Stanley   | 1 wskładzie | 1 wskładzie | 1 wskładzie | 1 wskładzie |   | 20  |
| L          | 5  | Richard Lambourne | L           | L           | L           | L           |   |     |
| Zmiany     |    |                   |             |             |             |             |   |     |
| P          | 6  | Paul Lotman       | 2 zmiana    | 2 zmiana    | 1 wskładzie | 1 wskładzie |   | 8   |
| R          | 10 | Brian Thornton    |             | 2 zmiana    | 1 wskładzie | 1 wskładzie |   | 1   |
| A          | 15 | Gabriel Gardner   | 2 zmiana    |             | 2 zmiana    | 2 zmiana    |   |     |
| Trener     |    |                   |             |             |             |             |   |     |
| Alan Knipe |    |                   |             |             |             |             |   |     |

Statystyki meczowe
| Portoryko | STATYSTYKI        | Stany Zjednoczone |
| 87        | MAŁE PUNKTY       | 103               |
| 56        | ATAK              | 47                |
| 0         | BLOK              | 14                |
| 4         | SERWIS            | 7                 |
| 27        | BŁĘDY PRZECIWNIKA | 35                |

### Portoryko – Stany Zjednoczone (2. mecz)
Sobota, 4 czerwca 2011 – 20:40 (UTC-4) • Roberto Clemente Coliseum, San Juan
Widzów: 4 512
Czas trwania meczu: 122 minuty
Sędziowie: Bohdan Ilkiw (Kanada) i Dejan Jovanović (Serbia)
| Portoryko          | 1:3                                                | Stany Zjednoczone       |
| Héctor Soto 24 pkt | (23:25, 24:26, 25:22, 12:25) raport P-2 raport P-3 | Matthew Anderson 23 pkt |

| Poz.           | Nr | Zawodnik          | 1           | 2           | 3           | 4           | 5 | Pkt |
| -------------- | -- | ----------------- | ----------- | ----------- | ----------- | ----------- | - | --- |
| P              | 1  | José Rivera       | 1 wskładzie | 1 wskładzie | 1 wskładzie | 1 wskładzie |   | 9   |
| P              | 4  | Víctor Rivera     | 1 wskładzie | 1 wskładzie | 1 wskładzie | 1 wskładzie |   | 16  |
| Ś              | 5  | Roberto Muñiz     | 1 wskładzie | 1 wskładzie | 1 wskładzie | 1 wskładzie |   | 11  |
| R              | 6  | Ángel Pérez       | 1 wskładzie | 1 wskładzie | 1 wskładzie | 1 wskładzie |   | 1   |
| Ś              | 7  | Enrique Escalante | 1 wskładzie | 1 wskładzie | 1 wskładzie | 1 wskładzie |   | 7   |
| A              | 12 | Héctor Soto       | 1 wskładzie | 1 wskładzie | 1 wskładzie | 1 wskładzie |   | 24  |
| L              | 19 | Joel Rivera       | L           | L           | L           | L           |   |     |
| Zmiany         |    |                   |             |             |             |             |   |     |
| P              | 3  | Juan Figueroa     |             |             |             | 2 zmiana    |   |     |
| Trener         |    |                   |             |             |             |             |   |     |
| Carlos Cardona |    |                   |             |             |             |             |   |     |

| Poz.       | Nr | Zawodnik          | 1           | 2           | 3           | 4           | 5 | Pkt |
| ---------- | -- | ----------------- | ----------- | ----------- | ----------- | ----------- | - | --- |
| P          | 1  | Matthew Anderson  | 1 wskładzie | 1 wskładzie | 1 wskładzie | 1 wskładzie |   | 23  |
| Ś          | 4  | David Lee         | 1 wskładzie | 1 wskładzie | 1 wskładzie | 1 wskładzie |   | 10  |
| P          | 8  | William Priddy    | 1 wskładzie | 1 wskładzie | 1 wskładzie | 1 wskładzie |   | 16  |
| Ś          | 9  | Ryan Millar       | 1 wskładzie | 1 wskładzie | 1 wskładzie | 1 wskładzie |   | 7   |
| R          | 10 | Brian Thornton    | 1 wskładzie | 1 wskładzie | 1 wskładzie | 1 wskładzie |   | 1   |
| A          | 13 | Clayton Stanley   | 1 wskładzie | 1 wskładzie | 1 wskładzie | 1 wskładzie |   | 17  |
| L          | 5  | Richard Lambourne | L           | L           | L           | L           |   |     |
| Zmiany     |    |                   |             |             |             |             |   |     |
| P          | 6  | Paul Lotman       | 2 zmiana    | 2 zmiana    | 2 zmiana    | 4 pusty     |   |     |
| A          | 15 | Gabriel Gardner   | 2 zmiana    | 2 zmiana    | 2 zmiana    | 2 zmiana    |   |     |
| P          | 18 | Scott Touzinsky   | 2 zmiana    |             |             | 4 pusty     |   |     |
| Trener     |    |                   |             |             |             |             |   |     |
| Alan Knipe |    |                   |             |             |             |             |   |     |

Statystyki meczowe
| Portoryko | STATYSTYKI        | Stany Zjednoczone |
| 84        | MAŁE PUNKTY       | 98                |
| 55        | ATAK              | 52                |
| 6         | BLOK              | 13                |
| 7         | SERWIS            | 9                 |
| 16        | BŁĘDY PRZECIWNIKA | 24                |

### Brazylia – Polska (1. mecz)
Sobota, 4 czerwca 2011 – 10:10 (UTC-3) • Ginásio do Maracanãzinho, Rio de Janeiro
Widzów: 9 524
Czas trwania meczu: 96 minut
Sędziowie: Philippe Vereecke (Francja) i Denny Céspedes Lassi (Dominikana)
| Brazylia                | 3:0                                         | Polska               |
| Leandro Vissotto 18 pkt | (25:23, 26:24, 25:21) raport P-2 raport P-3 | Bartosz Kurek 16 pkt |

| Poz.             | Nr | Zawodnik            | 1           | 2           | 3           | 4 | 5 | Pkt |
| ---------------- | -- | ------------------- | ----------- | ----------- | ----------- | - | - | --- |
| R                | 1  | Bruno Rezende       | 1 wskładzie | 1 wskładzie | 1 wskładzie |   |   | 5   |
| A                | 6  | Leandro Vissotto    | 1 wskładzie | 1 wskładzie | 1 wskładzie |   |   | 18  |
| P                | 7  | Giba                | 1 wskładzie | 1 wskładzie | 1 wskładzie |   |   | 10  |
| Ś                | 14 | Rodrigão            | 1 wskładzie | 1 wskładzie | 1 wskładzie |   |   | 1   |
| P                | 15 | João Paulo Bravo    | 1 wskładzie | 1 wskładzie | 1 wskładzie |   |   | 7   |
| Ś                | 16 | Lucas Saatkamp      | 1 wskładzie | 1 wskładzie | 1 wskładzie |   |   | 6   |
| L                | 10 | Sérgio Dutra Santos | L           | L           | L           |   |   |     |
| Zmiany           |    |                     |             |             |             |   |   |     |
| A                | 2  | Wallace Martins     | 2 zmiana    | 2 zmiana    | 2 zmiana    |   |   |     |
| R                | 17 | Marlon Muraguti     | 2 zmiana    | 2 zmiana    | 2 zmiana    |   |   |     |
| Trener           |    |                     |             |             |             |   |   |     |
| Bernardo Rezende |    |                     |             |             |             |   |   |     |

| Poz.            | Nr | Zawodnik           | 1           | 2           | 3           | 4 | 5 | Pkt |
| --------------- | -- | ------------------ | ----------- | ----------- | ----------- | - | - | --- |
| Ś               | 4  | Grzegorz Kosok     | 1 wskładzie | 1 wskładzie |             |   |   | 4   |
| P               | 6  | Bartosz Kurek      | 1 wskładzie | 1 wskładzie | 1 wskładzie |   |   | 16  |
| A               | 9  | Zbigniew Bartman   | 1 wskładzie | 1 wskładzie | 1 wskładzie |   |   | 10  |
| P               | 14 | Michał Ruciak      | 1 wskładzie | 1 wskładzie | 1 wskładzie |   |   | 6   |
| R               | 15 | Łukasz Żygadło     | 1 wskładzie | 1 wskładzie | 1 wskładzie |   |   | 3   |
| Ś               | 18 | Marcin Możdżonek   | 1 wskładzie | 1 wskładzie | 1 wskładzie |   |   | 5   |
| L               | 16 | Krzysztof Ignaczak | L           | L           | L           |   |   |     |
| Zmiany          |    |                    |             |             |             |   |   |     |
| Ś               | 1  | Piotr Nowakowski   |             | 2 zmiana    | 1 wskładzie |   |   | 1   |
| A               | 7  | Jakub Jarosz       | 2 zmiana    | 2 zmiana    | 2 zmiana    |   |   | 3   |
| R               | 12 | Paweł Woicki       |             |             | 2 zmiana    |   |   |     |
| P               | 17 | Michał Bąkiewicz   | 2 zmiana    | 2 zmiana    |             |   |   |     |
| Trener          |    |                    |             |             |             |   |   |     |
| Andrea Anastasi |    |                    |             |             |             |   |   |     |

Statystyki meczowe
| Brazylia | STATYSTYKI        | Polska |
| 76       | MAŁE PUNKTY       | 68     |
| 39       | ATAK              | 38     |
| 6        | BLOK              | 10     |
| 2        | SERWIS            | 0      |
| 29       | BŁĘDY PRZECIWNIKA | 20     |

### Brazylia – Polska (2. mecz)
Niedziela, 5 czerwca 2011 – 10:10 (UTC-3) • Ginásio do Maracanãzinho, Rio de Janeiro
Widzów: 9 988
Czas trwania meczu: 140 minut
Sędziowie: Denny Céspedes Lassi (Dominikana) i Philippe Vereecke (Francja)
| Brazylia             | 3:1                                                | Polska               |
| Murilo Endres 17 pkt | (28:26, 23:25, 26:24, 25:23) raport P-2 raport P-3 | Bartosz Kurek 28 pkt |

| Poz.             | Nr | Zawodnik            | 1           | 2           | 3           | 4           | 5 | Pkt |
| ---------------- | -- | ------------------- | ----------- | ----------- | ----------- | ----------- | - | --- |
| R                | 1  | Bruno Rezende       | 1 wskładzie | 1 wskładzie | 1 wskładzie | 2 zmiana    |   |     |
| A                | 6  | Leandro Vissotto    | 1 wskładzie | 1 wskładzie | 1 wskładzie | 2 zmiana    |   | 15  |
| P                | 7  | Giba                | 1 wskładzie | 1 wskładzie |             | 4 pusty     |   | 3   |
| P                | 8  | Murilo Endres       | 1 wskładzie | 1 wskładzie | 1 wskładzie | 1 wskładzie |   | 17  |
| Ś                | 13 | Gustavo Endres      | 1 wskładzie | 1 wskładzie | 1 wskładzie | 1 wskładzie |   | 9   |
| Ś                | 16 | Lucas Saatkamp      | 1 wskładzie | 1 wskładzie | 1 wskładzie | 1 wskładzie |   | 12  |
| L                | 10 | Sérgio Dutra Santos | L           | L           | L           | L           |   |     |
| Zmiany           |    |                     |             |             |             |             |   |     |
| A                | 2  | Wallace Martins     | 2 zmiana    | 2 zmiana    | 2 zmiana    | 1 wskładzie |   | 13  |
| Ś                | 14 | Rodrigão            |             |             |             | 2 zmiana    |   |     |
| P                | 15 | João Paulo Bravo    |             | 2 zmiana    | 1 wskładzie | 1 wskładzie |   | 5   |
| R                | 17 | Marlon Muraguti     | 2 zmiana    | 2 zmiana    | 2 zmiana    | 1 wskładzie |   | 1   |
| Trener           |    |                     |             |             |             |             |   |     |
| Bernardo Rezende |    |                     |             |             |             |             |   |     |

| Poz.            | Nr | Zawodnik           | 1           | 2           | 3           | 4           | 5 | Pkt |
| --------------- | -- | ------------------ | ----------- | ----------- | ----------- | ----------- | - | --- |
| Ś               | 4  | Grzegorz Kosok     | 1 wskładzie | 1 wskładzie | 1 wskładzie | 1 wskładzie |   | 5   |
| P               | 6  | Bartosz Kurek      | 1 wskładzie | 1 wskładzie | 1 wskładzie | 1 wskładzie |   | 28  |
| A               | 9  | Zbigniew Bartman   | 1 wskładzie | 1 wskładzie | 1 wskładzie | 1 wskładzie |   | 16  |
| P               | 14 | Michał Ruciak      | 1 wskładzie |             |             | 4 pusty     |   |     |
| R               | 15 | Łukasz Żygadło     | 1 wskładzie | 1 wskładzie | 1 wskładzie | 1 wskładzie |   | 1   |
| Ś               | 18 | Marcin Możdżonek   | 1 wskładzie | 1 wskładzie | 1 wskładzie | 1 wskładzie |   | 12  |
| L               | 16 | Krzysztof Ignaczak | L           | L           | L           | L           |   |     |
| Zmiany          |    |                    |             |             |             |             |   |     |
| Ś               | 5  | Karol Kłos         |             |             |             | 2 zmiana    |   |     |
| A               | 7  | Jakub Jarosz       | 2 zmiana    | 2 zmiana    | 2 zmiana    | 2 zmiana    |   | 1   |
| R               | 12 | Paweł Woicki       | 2 zmiana    | 2 zmiana    |             | 4 pusty     |   |     |
| P               | 13 | Michał Kubiak      | 2 zmiana    | 1 wskładzie | 1 wskładzie | 1 wskładzie |   | 9   |
| Trener          |    |                    |             |             |             |             |   |     |
| Andrea Anastasi |    |                    |             |             |             |             |   |     |

Statystyki meczowe
| Brazylia | STATYSTYKI        | Polska |
| 102      | MAŁE PUNKTY       | 98     |
| 53       | ATAK              | 52     |
| 18       | BLOK              | 17     |
| 4        | SERWIS            | 3      |
| 27       | BŁĘDY PRZECIWNIKA | 26     |

## Spotkania 3. kolejki

### Portoryko – Polska (1. mecz)
Piątek, 10 czerwca 2011 – 20:40 (UTC-4) • Roberto Clemente Coliseum, San Juan
Widzów: 4 132
Czas trwania meczu: 79 minut
Sędziowie: Shigeru Koshiba (Japonia) i Ralph Barnstorf (Niemcy)
| Portoryko          | 0:3                                         | Polska                  |
| José Rivera 11 pkt | (21:25, 23:25, 14:25) raport P-2 raport P-3 | Zbigniew Bartman 15 pkt |

| Poz.           | Nr | Zawodnik          | 1           | 2           | 3           | 4 | 5 | Pkt |
| -------------- | -- | ----------------- | ----------- | ----------- | ----------- | - | - | --- |
| P              | 1  | José Rivera       | 1 wskładzie | 1 wskładzie | 1 wskładzie |   |   | 11  |
| P              | 4  | Víctor Rivera     | 1 wskładzie | 1 wskładzie | 1 wskładzie |   |   | 9   |
| Ś              | 5  | Roberto Muñiz     | 1 wskładzie | 1 wskładzie | 1 wskładzie |   |   | 6   |
| R              | 6  | Ángel Pérez       | 1 wskładzie | 1 wskładzie | 1 wskładzie |   |   | 2   |
| Ś              | 7  | Enrique Escalante | 1 wskładzie | 1 wskładzie | 1 wskładzie |   |   | 5   |
| A              | 12 | Héctor Soto       | 1 wskładzie | 1 wskładzie | 1 wskładzie |   |   | 10  |
| L              | 19 | Joel Rivera       | L           | L           | L           |   |   |     |
| Zmiany         |    |                   |             |             |             |   |   |     |
| L              | 2  | Gregory Berríos   |             |             | L           |   |   |     |
| P              | 3  | Juan Figueroa     | 2 zmiana    | 2 zmiana    |             |   |   | 1   |
| R              | 14 | Fernando Morales  |             | 2 zmiana    |             |   |   |     |
| Trener         |    |                   |             |             |             |   |   |     |
| Carlos Cardona |    |                   |             |             |             |   |   |     |

| Poz.            | Nr | Zawodnik           | 1           | 2           | 3           | 4 | 5 | Pkt |
| --------------- | -- | ------------------ | ----------- | ----------- | ----------- | - | - | --- |
| Ś               | 1  | Piotr Nowakowski   | 1 wskładzie | 1 wskładzie | 1 wskładzie |   |   | 8   |
| P               | 6  | Bartosz Kurek      | 1 wskładzie | 1 wskładzie | 1 wskładzie |   |   | 13  |
| A               | 9  | Zbigniew Bartman   | 1 wskładzie | 1 wskładzie | 1 wskładzie |   |   | 15  |
| P               | 14 | Michał Ruciak      | 1 wskładzie | 1 wskładzie | 1 wskładzie |   |   | 6   |
| R               | 15 | Łukasz Żygadło     | 1 wskładzie | 1 wskładzie | 1 wskładzie |   |   | 3   |
| Ś               | 18 | Marcin Możdżonek   | 1 wskładzie | 1 wskładzie | 1 wskładzie |   |   | 7   |
| L               | 16 | Krzysztof Ignaczak | L           | L           | L           |   |   |     |
| Zmiany          |    |                    |             |             |             |   |   |     |
| A               | 7  | Jakub Jarosz       | 2 zmiana    | 2 zmiana    |             |   |   |     |
| P               | 17 | Michał Bąkiewicz   |             | 2 zmiana    |             |   |   |     |
| Trener          |    |                    |             |             |             |   |   |     |
| Andrea Anastasi |    |                    |             |             |             |   |   |     |

Statystyki meczowe
| Portoryko | STATYSTYKI        | Polska |
| 58        | MAŁE PUNKTY       | 75     |
| 38        | ATAK              | 36     |
| 1         | BLOK              | 10     |
| 5         | SERWIS            | 6      |
| 14        | BŁĘDY PRZECIWNIKA | 23     |

### Portoryko – Polska (2. mecz)
Sobota, 11 czerwca 2011 – 20:40 (UTC-4) • Roberto Clemente Coliseum, San Juan
Widzów: 3 728
Czas trwania meczu: 87 minut
Sędziowie: Ralph Barnstorf (Niemcy) i Shigeru Koshiba (Japonia)
| Portoryko          | 0:3                                         | Polska               |
| Héctor Soto 13 pkt | (22:25, 15:25, 21:25) raport P-2 raport P-3 | Bartosz Kurek 13 pkt |

| Poz.           | Nr | Zawodnik          | 1           | 2           | 3           | 4 | 5 | Pkt |
| -------------- | -- | ----------------- | ----------- | ----------- | ----------- | - | - | --- |
| P              | 1  | José Rivera       | 1 wskładzie | 1 wskładzie |             |   |   | 3   |
| P              | 4  | Víctor Rivera     | 1 wskładzie | 1 wskładzie | 1 wskładzie |   |   | 2   |
| Ś              | 5  | Roberto Muñiz     | 1 wskładzie | 1 wskładzie | 1 wskładzie |   |   | 3   |
| R              | 6  | Ángel Pérez       | 1 wskładzie | 1 wskładzie | 1 wskładzie |   |   | 1   |
| Ś              | 7  | Enrique Escalante | 1 wskładzie | 1 wskładzie | 1 wskładzie |   |   | 4   |
| A              | 12 | Héctor Soto       | 1 wskładzie | 1 wskładzie | 1 wskładzie |   |   | 13  |
| L              | 2  | Gregory Berríos   | L           | L           | L           |   |   |     |
| Zmiany         |    |                   |             |             |             |   |   |     |
| P              | 3  | Juan Figueroa     | 2 zmiana    | 2 zmiana    | 1 wskładzie |   |   | 2   |
| Trener         |    |                   |             |             |             |   |   |     |
| Carlos Cardona |    |                   |             |             |             |   |   |     |

| Poz.            | Nr | Zawodnik           | 1           | 2           | 3           | 4 | 5 | Pkt |
| --------------- | -- | ------------------ | ----------- | ----------- | ----------- | - | - | --- |
| Ś               | 4  | Grzegorz Kosok     | 1 wskładzie | 1 wskładzie | 1 wskładzie |   |   | 5   |
| P               | 6  | Bartosz Kurek      | 1 wskładzie | 1 wskładzie | 1 wskładzie |   |   | 13  |
| A               | 9  | Zbigniew Bartman   | 1 wskładzie | 1 wskładzie | 2 zmiana    |   |   | 4   |
| P               | 13 | Michał Kubiak      | 1 wskładzie | 1 wskładzie | 1 wskładzie |   |   | 12  |
| R               | 15 | Łukasz Żygadło     | 1 wskładzie | 1 wskładzie | 1 wskładzie |   |   | 3   |
| Ś               | 18 | Marcin Możdżonek   | 1 wskładzie | 1 wskładzie | 1 wskładzie |   |   | 12  |
| L               | 16 | Krzysztof Ignaczak | L           | L           | L           |   |   |     |
| Zmiany          |    |                    |             |             |             |   |   |     |
| A               | 7  | Jakub Jarosz       |             | 2 zmiana    | 1 wskładzie |   |   | 1   |
| Trener          |    |                    |             |             |             |   |   |     |
| Andrea Anastasi |    |                    |             |             |             |   |   |     |

Statystyki meczowe
| Portoryko | STATYSTYKI        | Polska |
| 58        | MAŁE PUNKTY       | 75     |
| 24        | ATAK              | 28     |
| 2         | BLOK              | 16     |
| 2         | SERWIS            | 6      |
| 30        | BŁĘDY PRZECIWNIKA | 25     |

### Brazylia – Stany Zjednoczone (1. mecz)
Sobota, 11 czerwca 2011 – 10:00 (UTC-3) • Mineirinho, Belo Horizonte
Widzów: 14 800
Czas trwania meczu: 117 minut
Sędziowie: Simone Santi (Włochy) i Peter Groenevegen (Holandia)
| Brazylia                | 3:1                                                | Stany Zjednoczone                            |
| Leandro Vissotto 14 pkt | (19:25, 25:21, 25:19, 25:21) raport P-2 raport P-3 | William Priddy 13 pkt Clayton Stanley 13 pkt |

| Poz.             | Nr | Zawodnik            | 1           | 2           | 3           | 4           | 5 | Pkt |
| ---------------- | -- | ------------------- | ----------- | ----------- | ----------- | ----------- | - | --- |
| R                | 1  | Bruno Rezende       | 1 wskładzie | 1 wskładzie | 1 wskładzie | 1 wskładzie |   | 3   |
| A                | 6  | Leandro Vissotto    | 1 wskładzie | 1 wskładzie | 1 wskładzie | 1 wskładzie |   | 14  |
| P                | 8  | Murilo Endres       | 1 wskładzie | 1 wskładzie | 1 wskładzie | 1 wskładzie |   | 11  |
| Ś                | 14 | Rodrigão            | 1 wskładzie | 1 wskładzie | 1 wskładzie | 1 wskładzie |   | 6   |
| P                | 15 | João Paulo Bravo    | 1 wskładzie | 1 wskładzie | 1 wskładzie | 1 wskładzie |   | 12  |
| Ś                | 16 | Lucas Saatkamp      | 1 wskładzie | 1 wskładzie |             | 4 pusty     |   | 2   |
| L                | 10 | Sérgio Dutra Santos | L           | L           | L           | L           |   |     |
| Zmiany           |    |                     |             |             |             |             |   |     |
| Ś                | 5  | Sidão               |             | 2 zmiana    | 1 wskładzie | 1 wskładzie |   | 7   |
| A                | 9  | Théo Lopes          | 2 zmiana    | 2 zmiana    | 2 zmiana    | 2 zmiana    |   | 4   |
| P                | 11 | Thiago Alves        | 2 zmiana    | 2 zmiana    |             | 4 pusty     |   | 1   |
| R                | 17 | Marlon Muraguti     | 2 zmiana    | 2 zmiana    | 2 zmiana    | 2 zmiana    |   | 2   |
| Trener           |    |                     |             |             |             |             |   |     |
| Bernardo Rezende |    |                     |             |             |             |             |   |     |

| Poz.       | Nr | Zawodnik          | 1           | 2           | 3           | 4           | 5 | Pkt |
| ---------- | -- | ----------------- | ----------- | ----------- | ----------- | ----------- | - | --- |
| P          | 1  | Matthew Anderson  | 1 wskładzie | 1 wskładzie | 1 wskładzie | 1 wskładzie |   | 9   |
| Ś          | 4  | David Lee         | 1 wskładzie | 1 wskładzie | 1 wskładzie | 1 wskładzie |   | 10  |
| P          | 8  | William Priddy    | 1 wskładzie | 1 wskładzie | 1 wskładzie | 1 wskładzie |   | 13  |
| Ś          | 9  | Ryan Millar       | 1 wskładzie | 1 wskładzie | 1 wskładzie | 1 wskładzie |   | 7   |
| R          | 10 | Brian Thornton    | 1 wskładzie | 1 wskładzie | 1 wskładzie | 1 wskładzie |   | 1   |
| A          | 13 | Clayton Stanley   | 1 wskładzie | 1 wskładzie | 1 wskładzie | 1 wskładzie |   | 13  |
| L          | 5  | Richard Lambourne | L           | L           | L           | L           |   |     |
| Zmiany     |    |                   |             |             |             |             |   |     |
| A          | 3  | Evan Patak        | 2 zmiana    | 2 zmiana    | 2 zmiana    | 2 zmiana    |   | 1   |
| P          | 6  | Paul Lotman       |             | 2 zmiana    | 2 zmiana    | 4 pusty     |   | 1   |
| R          | 7  | Donald Suxho      |             |             |             | 2 zmiana    |   | 1   |
| Ś          | 12 | Russell Holmes    | 2 zmiana    | 2 zmiana    |             | 2 zmiana    |   | 2   |
| Trener     |    |                   |             |             |             |             |   |     |
| Alan Knipe |    |                   |             |             |             |             |   |     |

Statystyki meczowe
| Brazylia | STATYSTYKI        | Stany Zjednoczone |
| 94       | MAŁE PUNKTY       | 86                |
| 47       | ATAK              | 46                |
| 11       | BLOK              | 10                |
| 4        | SERWIS            | 2                 |
| 32       | BŁĘDY PRZECIWNIKA | 28                |

### Brazylia – Stany Zjednoczone (2. mecz)
Niedziela, 12 czerwca 2011 – 9:50 (UTC-3) • Mineirinho, Belo Horizonte
Widzów: 17 836
Czas trwania meczu: 127 minut
Sędziowie: Peter Groenevegen (Holandia) i Simone Santi (Włochy)
| Brazylia             | 1:3                                                | Stany Zjednoczone       |
| Murilo Endres 20 pkt | (21:25, 22:25, 25:16, 24:26) raport P-2 raport P-3 | Matthew Anderson 21 pkt |

| Poz.             | Nr | Zawodnik            | 1           | 2           | 3           | 4           | 5 | Pkt |
| ---------------- | -- | ------------------- | ----------- | ----------- | ----------- | ----------- | - | --- |
| R                | 1  | Bruno Rezende       | 1 wskładzie | 1 wskładzie |             | 2 zmiana    |   |     |
| A                | 6  | Leandro Vissotto    | 1 wskładzie | 1 wskładzie |             | 4 pusty     |   | 2   |
| P                | 8  | Murilo Endres       | 1 wskładzie | 1 wskładzie | 1 wskładzie | 1 wskładzie |   | 20  |
| Ś                | 14 | Rodrigão            | 1 wskładzie | 1 wskładzie | 1 wskładzie | 1 wskładzie |   | 13  |
| P                | 15 | João Paulo Bravo    | 1 wskładzie | 1 wskładzie | 1 wskładzie | 1 wskładzie |   | 8   |
| Ś                | 16 | Lucas Saatkamp      | 1 wskładzie | 1 wskładzie |             | 2 zmiana    |   | 6   |
| L                | 10 | Sérgio Dutra Santos | L           | L           | L           | L           |   |     |
| Zmiany           |    |                     |             |             |             |             |   |     |
| A                | 2  | Wallace Martins     | 2 zmiana    | 2 zmiana    | 1 wskładzie | 1 wskładzie |   | 14  |
| Ś                | 5  | Sidão               |             | 2 zmiana    | 1 wskładzie | 1 wskładzie |   | 3   |
| A                | 9  | Théo Lopes          |             |             |             | 2 zmiana    |   | 1   |
| R                | 17 | Marlon Muraguti     | 2 zmiana    | 2 zmiana    | 1 wskładzie | 1 wskładzie |   | 2   |
| Trener           |    |                     |             |             |             |             |   |     |
| Bernardo Rezende |    |                     |             |             |             |             |   |     |

| Poz.       | Nr | Zawodnik          | 1           | 2           | 3           | 4           | 5 | Pkt |
| ---------- | -- | ----------------- | ----------- | ----------- | ----------- | ----------- | - | --- |
| P          | 1  | Matthew Anderson  | 1 wskładzie | 1 wskładzie | 1 wskładzie | 1 wskładzie |   | 21  |
| Ś          | 4  | David Lee         | 1 wskładzie | 1 wskładzie | 1 wskładzie | 1 wskładzie |   | 10  |
| P          | 8  | William Priddy    | 1 wskładzie | 1 wskładzie | 1 wskładzie | 1 wskładzie |   | 16  |
| Ś          | 9  | Ryan Millar       | 1 wskładzie | 1 wskładzie | 1 wskładzie | 1 wskładzie |   | 7   |
| R          | 10 | Brian Thornton    | 1 wskładzie | 1 wskładzie | 1 wskładzie | 1 wskładzie |   | 1   |
| A          | 13 | Clayton Stanley   | 1 wskładzie | 1 wskładzie | 1 wskładzie | 1 wskładzie |   | 9   |
| L          | 5  | Richard Lambourne | L           | L           | L           | L           |   |     |
| Zmiany     |    |                   |             |             |             |             |   |     |
| A          | 3  | Evan Patak        |             |             | 2 zmiana    | 4 pusty     |   | 1   |
| P          | 6  | Paul Lotman       |             |             | 2 zmiana    | 2 zmiana    |   | 1   |
| Ś          | 12 | Russell Holmes    |             | 2 zmiana    | 2 zmiana    | 2 zmiana    |   |     |
| R          | 14 | Kevin Hansen      | 2 zmiana    |             |             | 4 pusty     |   |     |
| Trener     |    |                   |             |             |             |             |   |     |
| Alan Knipe |    |                   |             |             |             |             |   |     |

Statystyki meczowe
| Brazylia | STATYSTYKI        | Stany Zjednoczone |
| 92       | MAŁE PUNKTY       | 92                |
| 59       | ATAK              | 50                |
| 9        | BLOK              | 15                |
| 1        | SERWIS            | 1                 |
| 23       | BŁĘDY PRZECIWNIKA | 26                |

## Spotkania 4. kolejki

### Brazylia – Portoryko (1. mecz)
Sobota, 18 czerwca 2011 – 10:00 (UTC-3) • Ginásio Estadual Geraldo José de Almeida, São Paulo
Widzów: 10 875
Czas trwania meczu: 79 minut
Sędziowie: Dragutin Ćuk (Serbia) i Peter Bajci (Słowacja)
| Brazylia                                   | 3:0                                         | Portoryko         |
| Murilo Endres 12 pkt Lucas Saatkamp 12 pkt | (25:20, 25:10, 25:23) raport P-2 raport P-3 | José Rivera 9 pkt |

| Poz.             | Nr | Zawodnik            | 1           | 2           | 3           | 4 | 5 | Pkt |
| ---------------- | -- | ------------------- | ----------- | ----------- | ----------- | - | - | --- |
| R                | 1  | Bruno Rezende       | 1 wskładzie | 1 wskładzie | 1 wskładzie |   |   | 4   |
| A                | 6  | Leandro Vissotto    | 1 wskładzie | 1 wskładzie | 1 wskładzie |   |   | 9   |
| P                | 7  | Giba                | 1 wskładzie | 1 wskładzie | 1 wskładzie |   |   | 9   |
| P                | 8  | Murilo Endres       | 1 wskładzie | 1 wskładzie | 1 wskładzie |   |   | 12  |
| Ś                | 14 | Rodrigão            | 1 wskładzie | 1 wskładzie | 1 wskładzie |   |   | 6   |
| Ś                | 16 | Lucas Saatkamp      | 1 wskładzie | 1 wskładzie | 1 wskładzie |   |   | 12  |
| L                | 10 | Sérgio Dutra Santos | L           | L           | L           |   |   |     |
| Zmiany           |    |                     |             |             |             |   |   |     |
| A                | 9  | Théo Lopes          | 2 zmiana    | 2 zmiana    | 2 zmiana    |   |   |     |
| R                | 17 | Marlon Muraguti     | 2 zmiana    | 2 zmiana    | 2 zmiana    |   |   |     |
| Trener           |    |                     |             |             |             |   |   |     |
| Bernardo Rezende |    |                     |             |             |             |   |   |     |

| Poz.           | Nr | Zawodnik          | 1           | 2           | 3           | 4 | 5 | Pkt |
| -------------- | -- | ----------------- | ----------- | ----------- | ----------- | - | - | --- |
| P              | 1  | José Rivera       | 1 wskładzie | 1 wskładzie | 1 wskładzie |   |   | 9   |
| P              | 3  | Juan Figueroa     | 1 wskładzie | 1 wskładzie | 1 wskładzie |   |   | 7   |
| Ś              | 5  | Roberto Muñiz     | 1 wskładzie | 1 wskładzie | 1 wskładzie |   |   | 5   |
| R              | 6  | Ángel Pérez       | 1 wskładzie | 1 wskładzie | 1 wskładzie |   |   | 1   |
| Ś              | 7  | Enrique Escalante | 1 wskładzie | 1 wskładzie | 1 wskładzie |   |   | 2   |
| A              | 12 | Héctor Soto       | 1 wskładzie | 1 wskładzie | 1 wskładzie |   |   | 7   |
| L              | 2  | Gregory Berríos   | L           | L           | L           |   |   |     |
| Zmiany         |    |                   |             |             |             |   |   |     |
| Ś              | 8  | Daniel Erazo      |             | 2 zmiana    |             |   |   |     |
| R              | 14 | Fernando Morales  |             | 2 zmiana    | 2 zmiana    |   |   | 1   |
| P              | 16 | Sequiel Sánchez   |             | 2 zmiana    | 2 zmiana    |   |   | 2   |
| Trener         |    |                   |             |             |             |   |   |     |
| Carlos Cardona |    |                   |             |             |             |   |   |     |

Statystyki meczowe
| Brazylia | STATYSTYKI        | Portoryko |
| 75       | MAŁE PUNKTY       | 53        |
| 45       | ATAK              | 29        |
| 5        | BLOK              | 4         |
| 2        | SERWIS            | 1         |
| 23       | BŁĘDY PRZECIWNIKA | 19        |

### Brazylia – Portoryko (2. mecz)
Niedziela, 19 czerwca 2011 – 10:00 (UTC-3) • Ginásio Estadual Geraldo José de Almeida, São Paulo
Widzów: 10 915
Czas trwania meczu: 78 minut
Sędziowie: Peter Bajci (Słowacja) i Dragutin Ćuk (Serbia)
| Brazylia    | 3:0                                         | Portoryko                               |
| Giba 11 pkt | (25:10, 25:20, 25:20) raport P-2 raport P-3 | Juan Figueroa 7 pkt Roberto Muñiz 7 pkt |

| Poz.             | Nr | Zawodnik            | 1           | 2           | 3           | 4 | 5 | Pkt |
| ---------------- | -- | ------------------- | ----------- | ----------- | ----------- | - | - | --- |
| R                | 1  | Bruno Rezende       | 1 wskładzie | 1 wskładzie | 2 zmiana    |   |   | 1   |
| Ś                | 5  | Sidão               | 1 wskładzie | 1 wskładzie | 1 wskładzie |   |   | 9   |
| A                | 6  | Leandro Vissotto    | 1 wskładzie | 1 wskładzie | 2 zmiana    |   |   | 5   |
| P                | 7  | Giba                | 1 wskładzie | 1 wskładzie |             |   |   | 11  |
| P                | 8  | Murilo Endres       | 1 wskładzie | 1 wskładzie | 1 wskładzie |   |   | 7   |
| Ś                | 16 | Lucas Saatkamp      | 1 wskładzie | 1 wskładzie |             |   |   | 5   |
| L                | 10 | Sérgio Dutra Santos | L           | L           | L           |   |   |     |
| Zmiany           |    |                     |             |             |             |   |   |     |
| A                | 9  | Théo Lopes          | 2 zmiana    | 2 zmiana    | 1 wskładzie |   |   | 7   |
| P                | 11 | Thiago Alves        |             |             | 2 zmiana    |   |   | 1   |
| Ś                | 14 | Rodrigão            |             |             | 1 wskładzie |   |   | 1   |
| P                | 15 | João Paulo Bravo    |             |             | 1 wskładzie |   |   | 2   |
| R                | 17 | Marlon Muraguti     | 2 zmiana    | 2 zmiana    | 1 wskładzie |   |   | 2   |
| Trener           |    |                     |             |             |             |   |   |     |
| Bernardo Rezende |    |                     |             |             |             |   |   |     |

| Poz.           | Nr | Zawodnik          | 1           | 2           | 3           | 4 | 5 | Pkt |
| -------------- | -- | ----------------- | ----------- | ----------- | ----------- | - | - | --- |
| P              | 1  | José Rivera       | 1 wskładzie | 1 wskładzie | 1 wskładzie |   |   | 6   |
| P              | 3  | Juan Figueroa     | 1 wskładzie | 1 wskładzie | 1 wskładzie |   |   | 7   |
| Ś              | 5  | Roberto Muñiz     | 1 wskładzie | 1 wskładzie | 1 wskładzie |   |   | 7   |
| R              | 6  | Ángel Pérez       | 1 wskładzie | 1 wskładzie |             |   |   |     |
| Ś              | 7  | Enrique Escalante | 1 wskładzie | 1 wskładzie | 1 wskładzie |   |   | 5   |
| A              | 12 | Héctor Soto       | 1 wskładzie | 1 wskładzie |             |   |   | 4   |
| L              | 2  | Gregory Berríos   | L           | L           | L           |   |   |     |
| Zmiany         |    |                   |             |             |             |   |   |     |
| A              | 13 | Jean Carlos Ortiz |             | 2 zmiana    | 1 wskładzie |   |   | 4   |
| R              | 14 | Fernando Morales  | 2 zmiana    | 2 zmiana    | 1 wskładzie |   |   |     |
| P              | 16 | Sequiel Sánchez   | 2 zmiana    | 2 zmiana    | 2 zmiana    |   |   | 2   |
| L              | 19 | Joel Rivera       | L           |             |             |   |   |     |
| Trener         |    |                   |             |             |             |   |   |     |
| Carlos Cardona |    |                   |             |             |             |   |   |     |

Statystyki meczowe
| Brazylia | STATYSTYKI        | Portoryko |
| 75       | MAŁE PUNKTY       | 50        |
| 38       | ATAK              | 32        |
| 7        | BLOK              | 3         |
| 6        | SERWIS            | 0         |
| 24       | BŁĘDY PRZECIWNIKA | 15        |

### Stany Zjednoczone – Polska (1. mecz)
Piątek, 17 czerwca 2011 – 19:00 (UTC-5) • Sears Centre Arena, Hoffman Estates
Widzów: 4 700
Czas trwania meczu: 98 minut
Sędziowie: Rolando Hugo Cholakian (Argentyna) i Dorin Mirel Zaharescu (Rumunia)
| Stany Zjednoczone     | 0:3                                         | Polska                  |
| William Priddy 13 pkt | (22:25, 19:25, 20:25) raport P-2 raport P-3 | Zbigniew Bartman 16 pkt |

| Poz.       | Nr | Zawodnik          | 1           | 2           | 3           | 4 | 5 | Pkt |
| ---------- | -- | ----------------- | ----------- | ----------- | ----------- | - | - | --- |
| P          | 1  | Matthew Anderson  | 1 wskładzie | 1 wskładzie | 1 wskładzie |   |   | 7   |
| Ś          | 4  | David Lee         | 1 wskładzie | 1 wskładzie | 1 wskładzie |   |   | 6   |
| P          | 8  | William Priddy    | 1 wskładzie | 1 wskładzie | 1 wskładzie |   |   | 13  |
| Ś          | 9  | Ryan Millar       | 1 wskładzie | 1 wskładzie |             |   |   |     |
| R          | 10 | Brian Thornton    | 1 wskładzie | 1 wskładzie | 1 wskładzie |   |   |     |
| A          | 13 | Clayton Stanley   | 1 wskładzie | 1 wskładzie | 1 wskładzie |   |   | 11  |
| L          | 5  | Richard Lambourne | L           | L           | L           |   |   |     |
| Zmiany     |    |                   |             |             |             |   |   |     |
| A          | 3  | Evan Patak        | 2 zmiana    |             |             |   |   |     |
| P          | 6  | Paul Lotman       |             | 2 zmiana    | 2 zmiana    |   |   | 4   |
| R          | 7  | Donald Suxho      |             |             | 2 zmiana    |   |   |     |
| Ś          | 12 | Russell Holmes    |             |             | 1 wskładzie |   |   | 2   |
| P          | 18 | Scott Touzinsky   | 2 zmiana    | 2 zmiana    | 2 zmiana    |   |   |     |
| Trener     |    |                   |             |             |             |   |   |     |
| Alan Knipe |    |                   |             |             |             |   |   |     |

| Poz.            | Nr | Zawodnik           | 1           | 2           | 3           | 4 | 5 | Pkt |
| --------------- | -- | ------------------ | ----------- | ----------- | ----------- | - | - | --- |
| Ś               | 1  | Piotr Nowakowski   | 1 wskładzie | 1 wskładzie | 1 wskładzie |   |   | 4   |
| P               | 6  | Bartosz Kurek      | 1 wskładzie | 1 wskładzie | 1 wskładzie |   |   | 12  |
| A               | 9  | Zbigniew Bartman   | 1 wskładzie | 1 wskładzie | 1 wskładzie |   |   | 16  |
| P               | 13 | Michał Kubiak      | 1 wskładzie | 1 wskładzie | 1 wskładzie |   |   | 9   |
| R               | 15 | Łukasz Żygadło     | 1 wskładzie | 1 wskładzie | 1 wskładzie |   |   |     |
| Ś               | 18 | Marcin Możdżonek   | 1 wskładzie | 1 wskładzie | 1 wskładzie |   |   | 10  |
| L               | 16 | Krzysztof Ignaczak | L           | L           | L           |   |   |     |
| Zmiany          |    |                    |             |             |             |   |   |     |
| A               | 7  | Jakub Jarosz       | 2 zmiana    |             |             |   |   | 1   |
| R               | 12 | Paweł Woicki       | 2 zmiana    |             |             |   |   |     |
| Trener          |    |                    |             |             |             |   |   |     |
| Andrea Anastasi |    |                    |             |             |             |   |   |     |

Statystyki meczowe
| Stany Zjednoczone | STATYSTYKI        | Polska |
| 61                | MAŁE PUNKTY       | 75     |
| 34                | ATAK              | 37     |
| 5                 | BLOK              | 10     |
| 4                 | SERWIS            | 5      |
| 18                | BŁĘDY PRZECIWNIKA | 23     |

### Stany Zjednoczone – Polska (2. mecz)
Sobota, 18 czerwca 2011 – 19:00 (UTC-5) • Sears Centre Arena, Hoffman Estates
Widzów: 6 000
Czas trwania meczu: 130 minut
Sędziowie: Dorin Mirel Zaharescu (Rumunia) i Rolando Hugo Cholakian (Argentyna)
| Stany Zjednoczone       | 3:1                                                | Polska                  |
| Matthew Anderson 20 pkt | (25:21, 15:25, 25:18, 25:22) raport P-2 raport P-3 | Zbigniew Bartman 19 pkt |

| Poz.       | Nr | Zawodnik          | 1           | 2           | 3           | 4           | 5 | Pkt |
| ---------- | -- | ----------------- | ----------- | ----------- | ----------- | ----------- | - | --- |
| P          | 1  | Matthew Anderson  | 1 wskładzie | 1 wskładzie | 1 wskładzie | 1 wskładzie |   | 20  |
| Ś          | 4  | David Lee         | 1 wskładzie | 1 wskładzie | 1 wskładzie | 1 wskładzie |   | 8   |
| P          | 8  | William Priddy    | 1 wskładzie | 1 wskładzie | 1 wskładzie | 1 wskładzie |   | 10  |
| R          | 10 | Brian Thornton    | 1 wskładzie | 1 wskładzie | 1 wskładzie | 1 wskładzie |   | 2   |
| Ś          | 12 | Russell Holmes    | 1 wskładzie | 1 wskładzie | 1 wskładzie | 1 wskładzie |   | 5   |
| A          | 13 | Clayton Stanley   | 1 wskładzie | 1 wskładzie | 1 wskładzie | 1 wskładzie |   | 9   |
| L          | 5  | Richard Lambourne | L           | L           | L           | L           |   |     |
| Zmiany     |    |                   |             |             |             |             |   |     |
| P          | 6  | Paul Lotman       | 2 zmiana    | 2 zmiana    |             | 2 zmiana    |   |     |
| Ś          | 9  | Ryan Millar       | 2 zmiana    | 2 zmiana    | 2 zmiana    | 2 zmiana    |   |     |
| R          | 14 | Kevin Hansen      |             |             | 2 zmiana    | 4 pusty     |   |     |
| Trener     |    |                   |             |             |             |             |   |     |
| Alan Knipe |    |                   |             |             |             |             |   |     |

| Poz.            | Nr | Zawodnik           | 1           | 2           | 3           | 4           | 5 | Pkt |
| --------------- | -- | ------------------ | ----------- | ----------- | ----------- | ----------- | - | --- |
| Ś               | 1  | Piotr Nowakowski   | 1 wskładzie | 1 wskładzie | 1 wskładzie | 1 wskładzie |   | 15  |
| P               | 6  | Bartosz Kurek      | 1 wskładzie | 1 wskładzie | 1 wskładzie | 1 wskładzie |   | 10  |
| A               | 9  | Zbigniew Bartman   | 1 wskładzie | 1 wskładzie | 1 wskładzie | 1 wskładzie |   | 19  |
| P               | 13 | Michał Kubiak      | 1 wskładzie | 1 wskładzie |             | 4 pusty     |   | 4   |
| R               | 15 | Łukasz Żygadło     | 1 wskładzie | 1 wskładzie | 1 wskładzie | 1 wskładzie |   | 1   |
| Ś               | 18 | Marcin Możdżonek   | 1 wskładzie | 1 wskładzie | 1 wskładzie | 1 wskładzie |   | 10  |
| L               | 16 | Krzysztof Ignaczak | L           | L           | L           | L           |   |     |
| Zmiany          |    |                    |             |             |             |             |   |     |
| A               | 7  | Jakub Jarosz       | 2 zmiana    |             |             | 2 zmiana    |   | 2   |
| R               | 12 | Paweł Woicki       | 2 zmiana    |             | 2 zmiana    | 4 pusty     |   |     |
| P               | 14 | Michał Ruciak      |             | 2 zmiana    | 1 wskładzie | 2 zmiana    |   | 3   |
| P               | 17 | Michał Bąkiewicz   |             | 2 zmiana    | 2 zmiana    | 1 wskładzie |   | 1   |
| Trener          |    |                    |             |             |             |             |   |     |
| Andrea Anastasi |    |                    |             |             |             |             |   |     |

Statystyki meczowe
| Stany Zjednoczone | STATYSTYKI        | Polska |
| 90                | MAŁE PUNKTY       | 86     |
| 39                | ATAK              | 49     |
| 11                | BLOK              | 11     |
| 4                 | SERWIS            | 5      |
| 36                | BŁĘDY PRZECIWNIKA | 21     |

## Spotkania 5. kolejki

### Polska – Portoryko (1. mecz)
Piątek, 24 czerwca 2011 – 20:40 (UTC+2) • Orlen Arena, Płock
Widzów: 5 500
Czas trwania meczu: 132 minuty
Sędziowie: Zorica Bjelić (Serbia) i Patrick Deregnaucourt (Francja)
| Polska               | 3:1                                                | Portoryko          |
| Bartosz Kurek 30 pkt | (24:26, 28:26, 25:22, 25:17) raport P-2 raport P-3 | Héctor Soto 28 pkt |

| Poz.            | Nr | Zawodnik           | 1           | 2           | 3           | 4           | 5 | Pkt |
| --------------- | -- | ------------------ | ----------- | ----------- | ----------- | ----------- | - | --- |
| Ś               | 1  | Piotr Nowakowski   | 1 wskładzie |             |             | 4 pusty     |   | 1   |
| P               | 6  | Bartosz Kurek      | 1 wskładzie | 1 wskładzie | 1 wskładzie | 1 wskładzie |   | 30  |
| A               | 9  | Zbigniew Bartman   | 1 wskładzie | 1 wskładzie | 1 wskładzie | 1 wskładzie |   | 23  |
| P               | 13 | Michał Kubiak      | 1 wskładzie | 1 wskładzie |             | 4 pusty     |   | 5   |
| R               | 15 | Łukasz Żygadło     | 1 wskładzie | 1 wskładzie | 1 wskładzie | 1 wskładzie |   | 1   |
| Ś               | 18 | Marcin Możdżonek   | 1 wskładzie | 1 wskładzie | 1 wskładzie | 1 wskładzie |   | 9   |
| L               | 16 | Krzysztof Ignaczak | L           | L           | L           | L           |   |     |
| Zmiany          |    |                    |             |             |             |             |   |     |
| Ś               | 4  | Grzegorz Kosok     | 2 zmiana    | 1 wskładzie | 1 wskładzie | 1 wskładzie |   | 4   |
| A               | 7  | Jakub Jarosz       |             |             | 2 zmiana    | 4 pusty     |   |     |
| R               | 12 | Paweł Woicki       |             | 2 zmiana    | 2 zmiana    | 4 pusty     |   |     |
| P               | 14 | Michał Ruciak      |             | 2 zmiana    | 1 wskładzie | 1 wskładzie |   | 2   |
| P               | 17 | Michał Bąkiewicz   |             | 2 zmiana    |             | 2 zmiana    |   |     |
| Trener          |    |                    |             |             |             |             |   |     |
| Andrea Anastasi |    |                    |             |             |             |             |   |     |

| Poz.           | Nr | Zawodnik          | 1           | 2           | 3           | 4           | 5 | Pkt |
| -------------- | -- | ----------------- | ----------- | ----------- | ----------- | ----------- | - | --- |
| P              | 1  | José Rivera       | 1 wskładzie | 1 wskładzie | 1 wskładzie | 1 wskładzie |   | 9   |
| P              | 3  | Juan Figueroa     | 1 wskładzie | 1 wskładzie | 1 wskładzie | 1 wskładzie |   | 17  |
| Ś              | 5  | Roberto Muñiz     | 1 wskładzie | 1 wskładzie | 1 wskładzie | 1 wskładzie |   | 9   |
| R              | 6  | Ángel Pérez       | 1 wskładzie | 1 wskładzie | 1 wskładzie | 1 wskładzie |   |     |
| Ś              | 7  | Enrique Escalante | 1 wskładzie | 1 wskładzie | 1 wskładzie | 1 wskładzie |   | 3   |
| A              | 12 | Héctor Soto       | 1 wskładzie | 1 wskładzie | 1 wskładzie | 1 wskładzie |   | 28  |
| L              | 2  | Gregory Berríos   | L           | L           | L           | L           |   |     |
| Zmiany         |    |                   |             |             |             |             |   |     |
| Ś              | 8  | Daniel Erazo      |             |             | 2 zmiana    | 4 pusty     |   |     |
| A              | 13 | Jean Carlos Ortiz | 2 zmiana    | 2 zmiana    | 2 zmiana    | 2 zmiana    |   |     |
| R              | 14 | Fernando Morales  |             | 2 zmiana    | 2 zmiana    | 2 zmiana    |   |     |
| P              | 16 | Sequiel Sánchez   |             |             |             | 2 zmiana    |   | 1   |
| Trener         |    |                   |             |             |             |             |   |     |
| Carlos Cardona |    |                   |             |             |             |             |   |     |

Statystyki meczowe
| Polska | STATYSTYKI        | Portoryko |
| 102    | MAŁE PUNKTY       | 91        |
| 59     | ATAK              | 57        |
| 13     | BLOK              | 9         |
| 3      | SERWIS            | 1         |
| 27     | BŁĘDY PRZECIWNIKA | 24        |

### Polska – Portoryko (2. mecz)
Sobota, 25 czerwca 2011 – 17:10 (UTC+2) • Orlen Arena, Płock
Widzów: 4 711
Czas trwania meczu: 94 minuty
Sędziowie: Patrick Deregnaucourt (Francja) i Zorica Bjelić (Serbia)
| Polska               | 3:0                                         | Portoryko          |
| Bartosz Kurek 14 pkt | (25:19, 25:22, 25:20) raport P-2 raport P-3 | Héctor Soto 17 pkt |

| Poz.            | Nr | Zawodnik           | 1           | 2           | 3           | 4 | 5 | Pkt |
| --------------- | -- | ------------------ | ----------- | ----------- | ----------- | - | - | --- |
| Ś               | 1  | Piotr Nowakowski   | 1 wskładzie | 1 wskładzie | 1 wskładzie |   |   | 10  |
| P               | 6  | Bartosz Kurek      | 1 wskładzie | 1 wskładzie | 1 wskładzie |   |   | 14  |
| A               | 9  | Zbigniew Bartman   | 1 wskładzie | 1 wskładzie |             |   |   | 3   |
| P               | 13 | Michał Kubiak      | 1 wskładzie | 1 wskładzie |             |   |   | 4   |
| R               | 15 | Łukasz Żygadło     | 1 wskładzie | 1 wskładzie | 1 wskładzie |   |   | 2   |
| Ś               | 18 | Marcin Możdżonek   | 1 wskładzie | 1 wskładzie | 1 wskładzie |   |   | 2   |
| L               | 16 | Krzysztof Ignaczak | L           | L           | L           |   |   |     |
| Zmiany          |    |                    |             |             |             |   |   |     |
| A               | 7  | Jakub Jarosz       |             | 2 zmiana    | 1 wskładzie |   |   | 7   |
| R               | 12 | Paweł Woicki       |             |             | 2 zmiana    |   |   |     |
| P               | 14 | Michał Ruciak      |             | 2 zmiana    | 1 wskładzie |   |   | 6   |
| P               | 17 | Michał Bąkiewicz   | 2 zmiana    | 2 zmiana    | 2 zmiana    |   |   | 1   |
| Trener          |    |                    |             |             |             |   |   |     |
| Andrea Anastasi |    |                    |             |             |             |   |   |     |

| Poz.           | Nr | Zawodnik          | 1           | 2           | 3           | 4 | 5 | Pkt |
| -------------- | -- | ----------------- | ----------- | ----------- | ----------- | - | - | --- |
| P              | 1  | José Rivera       | 1 wskładzie | 1 wskładzie | 1 wskładzie |   |   | 8   |
| Ś              | 5  | Roberto Muñiz     | 1 wskładzie | 1 wskładzie | 1 wskładzie |   |   | 7   |
| R              | 6  | Ángel Pérez       | 1 wskładzie | 1 wskładzie |             |   |   | 1   |
| Ś              | 7  | Enrique Escalante | 1 wskładzie | 1 wskładzie |             |   |   | 3   |
| A              | 12 | Héctor Soto       | 1 wskładzie | 1 wskładzie | 1 wskładzie |   |   | 17  |
| P              | 16 | Sequiel Sánchez   | 1 wskładzie | 1 wskładzie | 1 wskładzie |   |   | 4   |
| L              | 2  | Gregory Berríos   | L           | L           | L           |   |   |     |
| Zmiany         |    |                   |             |             |             |   |   |     |
| Ś              | 8  | Daniel Erazo      |             |             | 1 wskładzie |   |   | 2   |
| A              | 13 | Jean Carlos Ortiz | 2 zmiana    | 2 zmiana    | 2 zmiana    |   |   |     |
| R              | 14 | Fernando Morales  |             |             | 1 wskładzie |   |   | 1   |
| Trener         |    |                   |             |             |             |   |   |     |
| Carlos Cardona |    |                   |             |             |             |   |   |     |

Statystyki meczowe
| Polska | STATYSTYKI        | Portoryko |
| 75     | MAŁE PUNKTY       | 61        |
| 32     | ATAK              | 38        |
| 9      | BLOK              | 3         |
| 8      | SERWIS            | 2         |
| 26     | BŁĘDY PRZECIWNIKA | 18        |

### Stany Zjednoczone – Brazylia (1. mecz)
Piątek, 24 czerwca 2011 – 19:10 (UTC-5) • Reynolds Center, Tulsa
Widzów: 4 000
Czas trwania meczu: 121 minut
Sędziowie: Juraj Mokrý (Słowacja) i Fabrizio Pasquali (Włochy)
| Stany Zjednoczone     | 1:3                                                | Brazylia          |
| William Priddy 15 pkt | (21:25, 20:25, 25:21, 19:25) raport P-2 raport P-3 | Théo Lopes 24 pkt |

| Poz.       | Nr | Zawodnik          | 1           | 2           | 3           | 4           | 5 | Pkt |
| ---------- | -- | ----------------- | ----------- | ----------- | ----------- | ----------- | - | --- |
| P          | 1  | Matthew Anderson  | 1 wskładzie | 1 wskładzie | 1 wskładzie | 1 wskładzie |   | 11  |
| Ś          | 4  | David Lee         | 1 wskładzie | 1 wskładzie | 1 wskładzie | 1 wskładzie |   | 8   |
| P          | 8  | William Priddy    | 1 wskładzie | 1 wskładzie | 1 wskładzie | 1 wskładzie |   | 15  |
| Ś          | 9  | Ryan Millar       | 1 wskładzie | 1 wskładzie | 1 wskładzie | 1 wskładzie |   | 9   |
| R          | 10 | Brian Thornton    | 1 wskładzie | 1 wskładzie | 1 wskładzie | 1 wskładzie |   |     |
| A          | 13 | Clayton Stanley   | 1 wskładzie | 1 wskładzie | 1 wskładzie | 1 wskładzie |   | 13  |
| L          | 5  | Richard Lambourne | L           | L           | L           | L           |   |     |
| Zmiany     |    |                   |             |             |             |             |   |     |
| P          | 6  | Paul Lotman       | 2 zmiana    | 2 zmiana    | 2 zmiana    | 4 pusty     |   |     |
| Ś          | 12 | Russell Holmes    | 2 zmiana    | 2 zmiana    | 2 zmiana    | 2 zmiana    |   | 1   |
| Ś          | 17 | Maxwell Holt      |             |             |             | 2 zmiana    |   |     |
| Trener     |    |                   |             |             |             |             |   |     |
| Alan Knipe |    |                   |             |             |             |             |   |     |

| Poz.             | Nr | Zawodnik            | 1           | 2           | 3           | 4           | 5 | Pkt |
| ---------------- | -- | ------------------- | ----------- | ----------- | ----------- | ----------- | - | --- |
| R                | 1  | Bruno Rezende       | 1 wskładzie | 1 wskładzie | 1 wskładzie | 1 wskładzie |   | 1   |
| A                | 6  | Leandro Vissotto    | 1 wskładzie |             |             | 4 pusty     |   |     |
| P                | 7  | Giba                | 1 wskładzie | 1 wskładzie | 1 wskładzie | 1 wskładzie |   | 17  |
| P                | 8  | Murilo Endres       | 1 wskładzie | 1 wskładzie | 1 wskładzie | 1 wskładzie |   | 16  |
| Ś                | 14 | Rodrigão            | 1 wskładzie | 1 wskładzie | 1 wskładzie | 1 wskładzie |   | 5   |
| Ś                | 16 | Lucas Saatkamp      | 1 wskładzie | 1 wskładzie | 1 wskładzie | 1 wskładzie |   | 9   |
| L                | 10 | Sérgio Dutra Santos | L           | L           | L           | L           |   |     |
| Zmiany           |    |                     |             |             |             |             |   |     |
| A                | 9  | Théo Lopes          | 2 zmiana    | 1 wskładzie | 1 wskładzie | 1 wskładzie |   | 24  |
| R                | 17 | Marlon Muraguti     |             |             | 2 zmiana    | 2 zmiana    |   |     |
| A                | 18 | Dante Amaral        |             |             | 2 zmiana    | 2 zmiana    |   | 2   |
| Trener           |    |                     |             |             |             |             |   |     |
| Bernardo Rezende |    |                     |             |             |             |             |   |     |

Statystyki meczowe
| Stany Zjednoczone | STATYSTYKI        | Brazylia |
| 85                | MAŁE PUNKTY       | 96       |
| 46                | ATAK              | 59       |
| 9                 | BLOK              | 10       |
| 2                 | SERWIS            | 5        |
| 28                | BŁĘDY PRZECIWNIKA | 22       |

### Stany Zjednoczone – Brazylia (2. mecz)
Sobota, 25 czerwca 2011 – 19:10 (UTC-5) • Reynolds Center, Tulsa
Widzów: 3 500
Czas trwania meczu: 126 minut
Sędziowie: Fabrizio Pasquali (Włochy) i Juraj Mokrý (Słowacja)
| Stany Zjednoczone     | 3:1                                                | Brazylia             |
| William Priddy 17 pkt | (25:20, 25:23, 22:25, 25:23) raport P-2 raport P-3 | Murilo Endres 17 pkt |

| Poz.       | Nr | Zawodnik          | 1           | 2           | 3           | 4           | 5 | Pkt |
| ---------- | -- | ----------------- | ----------- | ----------- | ----------- | ----------- | - | --- |
| P          | 1  | Matthew Anderson  | 1 wskładzie | 1 wskładzie | 1 wskładzie | 1 wskładzie |   | 14  |
| Ś          | 4  | David Lee         | 1 wskładzie | 1 wskładzie | 1 wskładzie | 1 wskładzie |   | 14  |
| P          | 8  | William Priddy    | 1 wskładzie | 1 wskładzie | 1 wskładzie | 1 wskładzie |   | 17  |
| Ś          | 9  | Ryan Millar       | 1 wskładzie | 1 wskładzie | 1 wskładzie | 1 wskładzie |   | 6   |
| R          | 10 | Brian Thornton    | 1 wskładzie | 1 wskładzie | 1 wskładzie | 1 wskładzie |   | 2   |
| A          | 13 | Clayton Stanley   | 1 wskładzie | 1 wskładzie | 1 wskładzie | 1 wskładzie |   | 16  |
| L          | 5  | Richard Lambourne | L           | L           | L           | L           |   |     |
| Zmiany     |    |                   |             |             |             |             |   |     |
| A          | 3  | Evan Patak        |             |             | 2 zmiana    | 2 zmiana    |   | 1   |
| P          | 6  | Paul Lotman       | 2 zmiana    | 2 zmiana    | 2 zmiana    | 2 zmiana    |   |     |
| Ś          | 12 | Russell Holmes    | 2 zmiana    | 2 zmiana    | 2 zmiana    | 4 pusty     |   |     |
| Trener     |    |                   |             |             |             |             |   |     |
| Alan Knipe |    |                   |             |             |             |             |   |     |

| Poz.             | Nr | Zawodnik            | 1           | 2           | 3           | 4           | 5 | Pkt |
| ---------------- | -- | ------------------- | ----------- | ----------- | ----------- | ----------- | - | --- |
| R                | 1  | Bruno Rezende       | 1 wskładzie | 1 wskładzie | 1 wskładzie | 1 wskładzie |   | 3   |
| P                | 7  | Giba                | 1 wskładzie | 1 wskładzie | 1 wskładzie | 1 wskładzie |   | 12  |
| P                | 8  | Murilo Endres       | 1 wskładzie | 1 wskładzie | 1 wskładzie | 1 wskładzie |   | 17  |
| A                | 9  | Théo Lopes          | 1 wskładzie | 1 wskładzie | 1 wskładzie | 1 wskładzie |   | 14  |
| Ś                | 14 | Rodrigão            | 1 wskładzie | 1 wskładzie | 1 wskładzie | 1 wskładzie |   | 7   |
| Ś                | 16 | Lucas Saatkamp      | 1 wskładzie | 1 wskładzie | 1 wskładzie | 1 wskładzie |   | 13  |
| L                | 10 | Sérgio Dutra Santos | L           | L           | L           | L           |   |     |
| Zmiany           |    |                     |             |             |             |             |   |     |
| Ś                | 5  | Sidão               |             |             |             | 2 zmiana    |   |     |
| P                | 11 | Thiago Alves        |             |             | 2 zmiana    | 4 pusty     |   |     |
| R                | 17 | Marlon Muraguti     | 2 zmiana    | 2 zmiana    | 2 zmiana    | 2 zmiana    |   |     |
| A                | 18 | Dante Amaral        | 2 zmiana    | 2 zmiana    | 2 zmiana    | 2 zmiana    |   | 1   |
| Trener           |    |                     |             |             |             |             |   |     |
| Bernardo Rezende |    |                     |             |             |             |             |   |     |

Statystyki meczowe
| Stany Zjednoczone | STATYSTYKI        | Brazylia |
| 97                | MAŁE PUNKTY       | 91       |
| 54                | ATAK              | 58       |
| 10                | BLOK              | 6        |
| 6                 | SERWIS            | 3        |
| 27                | BŁĘDY PRZECIWNIKA | 24       |

## Spotkania 6. kolejki

### Polska – Brazylia (1. mecz)
Środa, 29 czerwca 2011 – 20:40 (UTC+2) • Spodek, Katowice
Widzów: 11 000
Czas trwania meczu: 121 minut
Sędziowie: Andriej Zenowicz (Rosja) i Georgios Karampetsos (Grecja)
| Polska               | 1:3                                                | Brazylia          |
| Bartosz Kurek 13 pkt | (23:25, 25:18, 16:25, 24:26) raport P-2 raport P-3 | Théo Lopes 20 pkt |

| Poz.            | Nr | Zawodnik           | 1           | 2           | 3           | 4           | 5 | Pkt |
| --------------- | -- | ------------------ | ----------- | ----------- | ----------- | ----------- | - | --- |
| Ś               | 1  | Piotr Nowakowski   | 1 wskładzie | 1 wskładzie | 1 wskładzie | 1 wskładzie |   | 11  |
| P               | 6  | Bartosz Kurek      | 1 wskładzie | 1 wskładzie | 1 wskładzie | 1 wskładzie |   | 13  |
| A               | 9  | Zbigniew Bartman   | 1 wskładzie | 1 wskładzie | 1 wskładzie | 1 wskładzie |   | 10  |
| P               | 14 | Michał Ruciak      | 1 wskładzie | 1 wskładzie | 1 wskładzie | 1 wskładzie |   | 9   |
| R               | 15 | Łukasz Żygadło     | 1 wskładzie | 1 wskładzie | 1 wskładzie | 1 wskładzie |   | 4   |
| Ś               | 18 | Marcin Możdżonek   | 1 wskładzie | 1 wskładzie | 1 wskładzie | 1 wskładzie |   | 5   |
| L               | 16 | Krzysztof Ignaczak | L           | L           | L           | L           |   |     |
| Zmiany          |    |                    |             |             |             |             |   |     |
| Ś               | 4  | Grzegorz Kosok     |             |             | 2 zmiana    | 2 zmiana    |   | 2   |
| A               | 7  | Jakub Jarosz       | 2 zmiana    |             | 2 zmiana    | 2 zmiana    |   | 2   |
| R               | 12 | Paweł Woicki       | 2 zmiana    |             | 2 zmiana    | 4 pusty     |   |     |
| P               | 13 | Michał Kubiak      |             |             | 2 zmiana    | 2 zmiana    |   | 1   |
| P               | 17 | Michał Bąkiewicz   | 2 zmiana    |             | 2 zmiana    | 4 pusty     |   |     |
| Trener          |    |                    |             |             |             |             |   |     |
| Andrea Anastasi |    |                    |             |             |             |             |   |     |

| Poz.             | Nr | Zawodnik            | 1           | 2           | 3           | 4           | 5 | Pkt |
| ---------------- | -- | ------------------- | ----------- | ----------- | ----------- | ----------- | - | --- |
| R                | 1  | Bruno Rezende       | 1 wskładzie | 1 wskładzie | 1 wskładzie | 1 wskładzie |   | 4   |
| Ś                | 5  | Sidão               | 1 wskładzie | 1 wskładzie | 1 wskładzie | 1 wskładzie |   | 13  |
| P                | 8  | Murilo Endres       | 1 wskładzie | 1 wskładzie | 1 wskładzie | 1 wskładzie |   | 5   |
| A                | 9  | Théo Lopes          | 1 wskładzie | 1 wskładzie | 1 wskładzie | 1 wskładzie |   | 20  |
| Ś                | 16 | Lucas Saatkamp      | 1 wskładzie | 1 wskładzie | 1 wskładzie | 1 wskładzie |   | 9   |
| P                | 18 | Dante Amaral        | 1 wskładzie | 1 wskładzie | 1 wskładzie | 1 wskładzie |   | 12  |
| L                | 10 | Sérgio Dutra Santos | L           | L           | L           | L           |   |     |
| Zmiany           |    |                     |             |             |             |             |   |     |
| A                | 2  | Wallace Martins     | 2 zmiana    | 2 zmiana    | 2 zmiana    | 2 zmiana    |   | 2   |
| R                | 17 | Marlon Muraguti     | 2 zmiana    | 2 zmiana    | 2 zmiana    | 2 zmiana    |   |     |
| Trener           |    |                     |             |             |             |             |   |     |
| Bernardo Rezende |    |                     |             |             |             |             |   |     |

Statystyki meczowe
| Polska | STATYSTYKI        | Brazylia |
| 88     | MAŁE PUNKTY       | 94       |
| 43     | ATAK              | 50       |
| 13     | BLOK              | 11       |
| 1      | SERWIS            | 4        |
| 31     | BŁĘDY PRZECIWNIKA | 29       |

### Polska – Brazylia (2. mecz)
Czwartek, 30 czerwca 2011 – 20:40 (UTC+2) • Spodek, Katowice
Widzów: 11 000
Czas trwania meczu: 79 minut
Sędziowie: Georgios Karampetsos (Grecja) i Andriej Zenowicz (Rosja)
| Polska                  | 0:3                                         | Brazylia          |
| Zbigniew Bartman 14 pkt | (17:25, 14:25, 21:25) raport P-2 raport P-3 | Théo Lopes 11 pkt |

| Poz.            | Nr | Zawodnik           | 1           | 2           | 3           | 4 | 5 | Pkt |
| --------------- | -- | ------------------ | ----------- | ----------- | ----------- | - | - | --- |
| Ś               | 1  | Piotr Nowakowski   | 1 wskładzie | 1 wskładzie | 1 wskładzie |   |   | 2   |
| P               | 6  | Bartosz Kurek      | 1 wskładzie | 1 wskładzie | 1 wskładzie |   |   | 6   |
| A               | 9  | Zbigniew Bartman   | 1 wskładzie | 1 wskładzie | 1 wskładzie |   |   | 14  |
| P               | 14 | Michał Ruciak      | 1 wskładzie | 1 wskładzie |             |   |   |     |
| R               | 15 | Łukasz Żygadło     | 1 wskładzie | 1 wskładzie | 1 wskładzie |   |   |     |
| Ś               | 18 | Marcin Możdżonek   | 1 wskładzie | 1 wskładzie |             |   |   | 1   |
| L               | 16 | Krzysztof Ignaczak | L           | L           | L           |   |   |     |
| Zmiany          |    |                    |             |             |             |   |   |     |
| Ś               | 4  | Grzegorz Kosok     |             | 2 zmiana    | 1 wskładzie |   |   | 2   |
| A               | 7  | Jakub Jarosz       | 2 zmiana    |             |             |   |   | 1   |
| R               | 12 | Paweł Woicki       | 2 zmiana    | 2 zmiana    | 2 zmiana    |   |   |     |
| P               | 13 | Michał Kubiak      | 2 zmiana    | 2 zmiana    | 1 wskładzie |   |   | 7   |
| P               | 17 | Michał Bąkiewicz   |             | 2 zmiana    |             |   |   |     |
| Trener          |    |                    |             |             |             |   |   |     |
| Andrea Anastasi |    |                    |             |             |             |   |   |     |

| Poz.             | Nr | Zawodnik            | 1           | 2           | 3           | 4 | 5 | Pkt |
| ---------------- | -- | ------------------- | ----------- | ----------- | ----------- | - | - | --- |
| Ś                | 5  | Sidão               | 1 wskładzie | 1 wskładzie | 1 wskładzie |   |   | 9   |
| P                | 7  | Giba                | 1 wskładzie | 1 wskładzie | 1 wskładzie |   |   | 9   |
| A                | 9  | Théo Lopes          | 1 wskładzie | 1 wskładzie | 1 wskładzie |   |   | 11  |
| Ś                | 14 | Rodrigão            | 1 wskładzie | 1 wskładzie | 1 wskładzie |   |   | 6   |
| R                | 17 | Marlon Muraguti     | 1 wskładzie | 1 wskładzie | 1 wskładzie |   |   | 3   |
| P                | 18 | Dante Amaral        | 1 wskładzie | 1 wskładzie |             |   |   | 9   |
| L                | 10 | Sérgio Dutra Santos | L           | L           | L           |   |   |     |
| Zmiany           |    |                     |             |             |             |   |   |     |
| R                | 1  | Bruno Rezende       |             |             | 2 zmiana    |   |   |     |
| A                | 2  | Wallace Martins     |             |             | 2 zmiana    |   |   |     |
| P                | 15 | João Paulo Bravo    |             | 2 zmiana    | 1 wskładzie |   |   | 6   |
| Trener           |    |                     |             |             |             |   |   |     |
| Bernardo Rezende |    |                     |             |             |             |   |   |     |

Statystyki meczowe
| Polska | STATYSTYKI        | Brazylia |
| 52     | MAŁE PUNKTY       | 75       |
| 30     | ATAK              | 39       |
| 3      | BLOK              | 9        |
| 0      | SERWIS            | 5        |
| 19     | BŁĘDY PRZECIWNIKA | 22       |

### Stany Zjednoczone – Portoryko (1. mecz)
Piątek, 1 lipca 2011 – 19:10 (UTC-7) • Walter Pyramid, Long Beach
Widzów: 3 000
Czas trwania meczu: 141 minut
Sędziowie: Ahti Huhtaniska (Finlandia) i Denny Céspedes Lassi (Dominikana)
| Stany Zjednoczone     | 3:2                                                      | Portoryko            |
| William Priddy 21 pkt | (25:27, 25:22, 25:12, 25:27, 15:8) raport P-2 raport P-3 | Juan Figueroa 18 pkt |

| Poz.       | Nr | Zawodnik          | 1           | 2           | 3           | 4           | 5           | Pkt |
| ---------- | -- | ----------------- | ----------- | ----------- | ----------- | ----------- | ----------- | --- |
| P          | 1  | Matthew Anderson  | 1 wskładzie | 1 wskładzie |             | 4 pusty     | 4 pusty     | 6   |
| Ś          | 4  | David Lee         | 1 wskładzie | 1 wskładzie | 1 wskładzie | 1 wskładzie | 1 wskładzie | 12  |
| P          | 8  | William Priddy    | 1 wskładzie | 1 wskładzie | 1 wskładzie | 1 wskładzie | 1 wskładzie | 21  |
| Ś          | 9  | Ryan Millar       | 1 wskładzie | 1 wskładzie | 1 wskładzie | 1 wskładzie | 1 wskładzie | 16  |
| R          | 10 | Brian Thornton    | 1 wskładzie | 1 wskładzie | 1 wskładzie | 1 wskładzie | 1 wskładzie | 2   |
| A          | 13 | Clayton Stanley   | 1 wskładzie | 1 wskładzie | 1 wskładzie | 1 wskładzie | 1 wskładzie | 17  |
| L          | 5  | Richard Lambourne | L           | L           | L           | L           | L           |     |
| Zmiany     |    |                   |             |             |             |             |             |     |
| A          | 3  | Evan Patak        | 2 zmiana    | 2 zmiana    |             | 4 pusty     | 4 pusty     |     |
| P          | 6  | Paul Lotman       | 2 zmiana    | 2 zmiana    | 1 wskładzie | 1 wskładzie | 1 wskładzie | 7   |
| Ś          | 12 | Russell Holmes    |             |             | 2 zmiana    | 2 zmiana    | 4 pusty     | 1   |
| Trener     |    |                   |             |             |             |             |             |     |
| Alan Knipe |    |                   |             |             |             |             |             |     |

| Poz.           | Nr | Zawodnik             | 1           | 2           | 3           | 4           | 5           | Pkt |
| -------------- | -- | -------------------- | ----------- | ----------- | ----------- | ----------- | ----------- | --- |
| P              | 1  | José Rivera          | 1 wskładzie | 1 wskładzie | 1 wskładzie | 1 wskładzie | 1 wskładzie | 12  |
| P              | 3  | Juan Figueroa        | 1 wskładzie | 1 wskładzie | 1 wskładzie | 1 wskładzie | 1 wskładzie | 18  |
| Ś              | 5  | Roberto Muñiz        | 1 wskładzie | 1 wskładzie | 1 wskładzie | 1 wskładzie | 1 wskładzie | 9   |
| R              | 6  | Ángel Pérez          | 1 wskładzie | 1 wskładzie | 1 wskładzie | 1 wskładzie | 1 wskładzie | 4   |
| Ś              | 7  | Enrique Escalante    | 1 wskładzie | 1 wskładzie | 1 wskładzie | 1 wskładzie | 1 wskładzie | 5   |
| A              | 12 | Héctor Soto          | 1 wskładzie | 1 wskładzie | 1 wskładzie | 4 pusty     | 4 pusty     | 9   |
| L              | 2  | Gregory Berríos      | L           | L           | L           | L           | L           |     |
| Zmiany         |    |                      |             |             |             |             |             |     |
| A              | 11 | Steven Morales       |             |             | 2 zmiana    | 1 wskładzie | 1 wskładzie | 10  |
| R              | 14 | Fernando Morales     | 2 zmiana    |             | 2 zmiana    | 4 pusty     | 4 pusty     |     |
| P              | 15 | Ezequiel Cruz Lozada |             |             |             | 4 pusty     | 2 zmiana    |     |
| P              | 16 | Sequiel Sánchez      | 2 zmiana    |             |             | 4 pusty     | 4 pusty     |     |
| Trener         |    |                      |             |             |             |             |             |     |
| Carlos Cardona |    |                      |             |             |             |             |             |     |

Statystyki meczowe
| Stany Zjednoczone | STATYSTYKI        | Portoryko |
| 115               | MAŁE PUNKTY       | 96        |
| 58                | ATAK              | 62        |
| 20                | BLOK              | 3         |
| 4                 | SERWIS            | 2         |
| 33                | BŁĘDY PRZECIWNIKA | 29        |

### Stany Zjednoczone – Portoryko (2. mecz)
Sobota, 2 lipca 2011 – 19:10 (UTC-7) • Walter Pyramid, Long Beach
Widzów: 3 100
Czas trwania meczu: 86 minut
Sędziowie: Denny Céspedes Lassi (Dominikana) i Ahti Huhtaniska (Finlandia)
| Stany Zjednoczone     | 3:0                                         | Portoryko                |
| William Priddy 15 pkt | (25:13, 25:22, 25:19) raport P-2 raport P-3 | Jean Carlos Ortiz 12 pkt |

| Poz.       | Nr | Zawodnik          | 1           | 2           | 3           | 4 | 5 | Pkt |
| ---------- | -- | ----------------- | ----------- | ----------- | ----------- | - | - | --- |
| P          | 1  | Matthew Anderson  | 1 wskładzie | 1 wskładzie | 1 wskładzie |   |   | 6   |
| Ś          | 4  | David Lee         | 1 wskładzie | 1 wskładzie | 1 wskładzie |   |   | 9   |
| P          | 8  | William Priddy    | 1 wskładzie | 1 wskładzie | 1 wskładzie |   |   | 15  |
| Ś          | 9  | Ryan Millar       | 1 wskładzie | 1 wskładzie | 1 wskładzie |   |   | 9   |
| R          | 10 | Brian Thornton    | 1 wskładzie | 1 wskładzie | 1 wskładzie |   |   | 4   |
| A          | 13 | Clayton Stanley   | 1 wskładzie | 1 wskładzie | 1 wskładzie |   |   | 12  |
| L          | 5  | Richard Lambourne | L           | L           | L           |   |   |     |
| Zmiany     |    |                   |             |             |             |   |   |     |
| A          | 3  | Evan Patak        | 2 zmiana    | 2 zmiana    | 2 zmiana    |   |   |     |
| P          | 6  | Paul Lotman       | 2 zmiana    | 2 zmiana    |             |   |   |     |
| P          | 18 | Scott Touzinsky   |             |             | 2 zmiana    |   |   |     |
| Trener     |    |                   |             |             |             |   |   |     |
| Alan Knipe |    |                   |             |             |             |   |   |     |

| Poz.           | Nr | Zawodnik          | 1           | 2           | 3           | 4 | 5 | Pkt |
| -------------- | -- | ----------------- | ----------- | ----------- | ----------- | - | - | --- |
| P              | 1  | José Rivera       | 1 wskładzie | 1 wskładzie | 1 wskładzie |   |   | 7   |
| P              | 3  | Juan Figueroa     | 1 wskładzie | 1 wskładzie | 1 wskładzie |   |   | 7   |
| Ś              | 5  | Roberto Muñiz     | 1 wskładzie | 1 wskładzie | 1 wskładzie |   |   | 6   |
| R              | 6  | Ángel Pérez       | 1 wskładzie | 2 zmiana    |             |   |   |     |
| Ś              | 7  | Enrique Escalante | 1 wskładzie | 1 wskładzie | 1 wskładzie |   |   | 2   |
| A              | 11 | Steven Morales    | 1 wskładzie | 2 zmiana    |             |   |   | 1   |
| L              | 2  | Gregory Berríos   | L           | L           | L           |   |   |     |
| Zmiany         |    |                   |             |             |             |   |   |     |
| A              | 13 | Jean Carlos Ortiz | 2 zmiana    | 1 wskładzie | 1 wskładzie |   |   | 12  |
| R              | 14 | Fernando Morales  | 2 zmiana    | 1 wskładzie | 1 wskładzie |   |   | 3   |
| P              | 16 | Sequiel Sánchez   |             | 2 zmiana    |             |   |   |     |
| Trener         |    |                   |             |             |             |   |   |     |
| Carlos Cardona |    |                   |             |             |             |   |   |     |

Statystyki meczowe
| Stany Zjednoczone | STATYSTYKI        | Portoryko |
| 75                | MAŁE PUNKTY       | 54        |
| 35                | ATAK              | 30        |
| 16                | BLOK              | 8         |
| 4                 | SERWIS            | 0         |
| 20                | BŁĘDY PRZECIWNIKA | 16        |

## Statystyki indywidualne
| Najlepiej punktujący | Najlepiej punktujący | Najlepiej punktujący | Najlepiej punktujący | Najlepiej punktujący | Najlepiej punktujący | Najlepiej punktujący | Najlepiej punktujący |
| Rk 1                 | Rk 2                 | Imię i nazwisko      | Atak                 | Blok                 | Serwis               | Razem                |                      |
| -------------------- | -------------------- | -------------------- | -------------------- | -------------------- | -------------------- | -------------------- | -------------------- |
| 1                    | 5                    | Bartosz Kurek        | 144                  | 31                   | 14                   | 189                  |                      |
| 2                    | 7                    | William Priddy       | 158                  | 19                   | 11                   | 188                  |                      |
| 3                    | 13                   | Zbigniew Bartman     | 151                  | 14                   | 1                    | 166                  |                      |
| 4                    | 18                   | Héctor Soto          | 151                  | 3                    | 3                    | 157                  |                      |
| 5                    | 20                   | Clayton Stanley      | 112                  | 19                   | 25                   | 156                  |                      |

| Najlepiej atakujący | Najlepiej atakujący | Najlepiej atakujący | Najlepiej atakujący | Najlepiej atakujący | Najlepiej atakujący | Najlepiej atakujący | Najlepiej atakujący |
| Rk 1                | Rk 2                | Imię i nazwisko     | Atak 1              | Błędy               | Atak 2              | Razem               | %                   |
| ------------------- | ------------------- | ------------------- | ------------------- | ------------------- | ------------------- | ------------------- | ------------------- |
| 1                   | 9                   | William Priddy      | 158                 | 51                  | 111                 | 320                 | 49,38               |
| 2                   | 23                  | Bartosz Kurek       | 144                 | 68                  | 114                 | 326                 | 44,17               |
| 3                   | 25                  | Zbigniew Bartman    | 151                 | 68                  | 128                 | 34                  | 43,52               |
| 4                   | 31                  | Murilo Endres       | 88                  | 30                  | 90                  | 208                 | 42,31               |
| 5                   | 32                  | Matthew Anderson    | 126                 | 47                  | 125                 | 298                 | 42,28               |

| Najlepiej blokujący | Najlepiej blokujący | Najlepiej blokujący | Najlepiej blokujący | Najlepiej blokujący | Najlepiej blokujący | Najlepiej blokujący | Najlepiej blokujący |
| Rk 1                | Rk 2                | Imię i nazwisko     | Bloki punktowe      | Błędy               | Wybloki             | Razem               | Średnio na set      |
| ------------------- | ------------------- | ------------------- | ------------------- | ------------------- | ------------------- | ------------------- | ------------------- |
| 1                   | 3                   | Marcin Możdżonek    | 36                  | 50                  | 61                  | 147                 | 0,90                |
| 2                   | 7                   | Bartosz Kurek       | 31                  | 40                  | 27                  | 98                  | 0,78                |
| 3                   | 8                   | Ryan Millar         | 33                  | 54                  | 60                  | 147                 | 0,73                |
| 4                   | 29                  | William Priddy      | 19                  | 35                  | 27                  | 81                  | 0,42                |
| 5                   | 30                  | Clayton Stanley     | 19                  | 34                  | 25                  | 78                  | 0,42                |

| Najlepiej zagrywający | Najlepiej zagrywający | Najlepiej zagrywający | Najlepiej zagrywający | Najlepiej zagrywający | Najlepiej zagrywający | Najlepiej zagrywający | Najlepiej zagrywający |
| Rk 1                  | Rk 2                  | Imię i nazwisko       | Serwisy punktowe      | Błędy                 | Inne                  | Razem                 | Średnio na set        |
| --------------------- | --------------------- | --------------------- | --------------------- | --------------------- | --------------------- | --------------------- | --------------------- |
| 1                     | 1                     | Clayton Stanley       | 25                    | 45                    | 123                   | 193                   | 0,56                  |
| 2                     | 5                     | Bartosz Kurek         | 14                    | 45                    | 80                    | 139                   | 0,35                  |
| 3                     | 12                    | William Priddy        | 11                    | 28                    | 136                   | 175                   | 0,24                  |
| 4                     | 22                    | Roberto Muñiz         | 8                     | 36                    | 68                    | 112                   | 0,20                  |
| 5                     | 31                    | Bruno Mossa Rezende   | 7                     | 13                    | 112                   | 132                   | 0,17                  |

| Najlepiej broniący | Najlepiej broniący | Najlepiej broniący  | Najlepiej broniący | Najlepiej broniący | Najlepiej broniący | Najlepiej broniący | Najlepiej broniący |
| Rk 1               | Rk 2               | Imię i nazwisko     | Obrony             | Błędy              | Przyjęcia          | Razem              | Średnio na set     |
| ------------------ | ------------------ | ------------------- | ------------------ | ------------------ | ------------------ | ------------------ | ------------------ |
| 1                  | 1                  | Krzysztof Ignaczak  | 157                | 43                 | 22                 | 222                | 3,93               |
| 2                  | 2                  | Sérgio Dutra Santos | 141                | 56                 | 17                 | 214                | 3,36               |
| 3                  | 3                  | Richard Lambourne   | 132                | 52                 | 30                 | 214                | 2,93               |
| 4                  | 6                  | Gregory Berríos     | 92                 | 62                 | 26                 | 180                | 2,24               |
| 5                  | 10                 | William Priddy      | 87                 | 34                 | 24                 | 145                | 1,93               |

| Najlepiej rozgrywający | Najlepiej rozgrywający | Najlepiej rozgrywający | Najlepiej rozgrywający | Najlepiej rozgrywający | Najlepiej rozgrywający | Najlepiej rozgrywający | Najlepiej rozgrywający |
| Rk 1                   | Rk 2                   | Imię i nazwisko        | Rozegranie 1           | Błędy                  | Rozegranie 2           | Razem                  | Średnio na set         |
| ---------------------- | ---------------------- | ---------------------- | ---------------------- | ---------------------- | ---------------------- | ---------------------- | ---------------------- |
| 1                      | 1                      | Łukasz Żygadło         | 341                    | 11                     | 473                    | 825                    | 8,53                   |
| 2                      | 13                     | Bruno Mossa Rezende    | 231                    | 6                      | 423                    | 660                    | 5,50                   |
| 3                      | 14                     | Ángel Pérez            | 214                    | 5                      | 646                    | 865                    | 5,22                   |
| 4                      | 17                     | Brian Thornton         | 157                    | 9                      | 685                    | 851                    | 3,49                   |
| 5                      | 19                     | Marlon Muraguti Yared  | 129                    | 4                      | 194                    | 327                    | 3,07                   |

| Najlepiej przyjmujący | Najlepiej przyjmujący | Najlepiej przyjmujący | Najlepiej przyjmujący | Najlepiej przyjmujący | Najlepiej przyjmujący | Najlepiej przyjmujący | Najlepiej przyjmujący |
| Rk 1                  | Rk 2                  | Imię i nazwisko       | Idealne               | Błędy                 | Przyjęcia serwisu     | Razem                 | %                     |
| --------------------- | --------------------- | --------------------- | --------------------- | --------------------- | --------------------- | --------------------- | --------------------- |
| 1                     | 1                     | Murilo Endres         | 186                   | 3                     | 65                    | 254                   | 72,05                 |
| 2                     | 2                     | Sérgio Dutra Santos   | 142                   | 6                     | 48                    | 196                   | 69,39                 |
| 3                     | 3                     | William Priddy        | 159                   | 10                    | 54                    | 223                   | 66,82                 |
| 4                     | 6                     | Matthew Anderson      | 210                   | 19                    | 80                    | 309                   | 61,81                 |
| 5                     | 11                    | Krzysztof Ignaczak    | 134                   | 10                    | 74                    | 218                   | 56,88                 |

| Najlepsi libero | Najlepsi libero | Najlepsi libero     | Najlepsi libero | Najlepsi libero | Najlepsi libero | Najlepsi libero | Najlepsi libero |
| Rk 1            | Rk 2            | Imię i nazwisko     | Idealne         | Błędy           | W grze          | Razem           | Średnio na set  |
| --------------- | --------------- | ------------------- | --------------- | --------------- | --------------- | --------------- | --------------- |
| 1               | 1               | Krzysztof Ignaczak  | 291             | 53              | 96              | 440             | 7,28            |
| 2               | 2               | Sérgio Dutra Santos | 283             | 62              | 65              | 410             | 6,74            |
| 3               | 3               | Richard Lambourne   | 278             | 65              | 119             | 462             | 6,18            |
| 4               | 6               | Gregory Berríos     | 218             | 81              | 113             | 412             | 5,32            |